# 2014년 FIFA 월드컵
2014년 FIFA 월드컵(포르투갈어: Copa do Mundo FIFA de 2014)은 FIFA 주관으로 4년 주기로 열리는 FIFA 월드컵의 20번째 대회로, 2014년 6월 12일부터 7월 13일까지 브라질에서 열렸다. 브라질은 2007년 10월 30일에 개최권을 따냈다. 이 대회는 브라질이 개최하는 두 번째 FIFA 월드컵(첫 대회는 1950년에 개최)이며, 남미에서 열린 다섯번째 대회였다.
31개국이 2014년 FIFA 월드컵 예선을 뚫고 올라가 개최국 브라질과 본선에 합류했다. 총 64개의 경기가 브라질 전국 12개 도시의 12개 경기장에서 열렸다. 이번 FIFA 월드컵 본선은 사상 처음으로 득점선 판독 기술이 도입된 첫 월드컵이며 직접 프리킥에 소멸 분무가 사용되었다. 각 개최도시에 열린 FIFA 팬페스트는 총 500만명의 군중을 불러모았고, 개최국은 202개국 출신의 100만 관광객을 맞이하였다.
아프리카에서는 나이지리아와 알제리가 16강 진출에 성공했고, 북중미에서도 멕시코와 미국이 각각 16강에 올랐다. 그러나 AFC 소속의 4개국(대한민국, 일본, 이란, 오스트레일리아)은 16강은커녕 단 1승도 거두지 못하며, 모두 조별 리그를 넘지 못한 채 짐을 싸게 되었다. 한편, 개최국 브라질은 준결승전에서 독일에 1-7 대패를 당했고, 3-4위전에서도 지난 대회 준우승국 네덜란드에 0-3으로 패하며 4위로 대회를 마감한다. 결승전에서는 독일이 연장 후반 8분에 나온 마리오 괴체의 결승골을 앞세워 아르헨티나를 1-0으로 꺾고 통산 4번째 우승을 차지했다. 또한, 이는 1990년 독일의 재통일 이래 최초의 FIFA 월드컵 우승이기도 하고, 아메리카 대륙에서 열린 FIFA 월드컵에서 우승한 첫번째 유럽국가가 되었으며, 독일의 우승으로 유럽은 2006년 이탈리아와 2010년 스페인에 이어 3회 연속으로 FIFA 월드컵 우승국을 배출하였는데, 공교롭게도 이들은 2002년에 대한민국이 차례대로 상대한 국가들이다.
FIFA 월드컵 우승국 자격으로, 독일은 러시아에 열릴 2017년 FIFA 컨페더레이션스컵 진출 자격도 얻었다.

## 개최국 선정

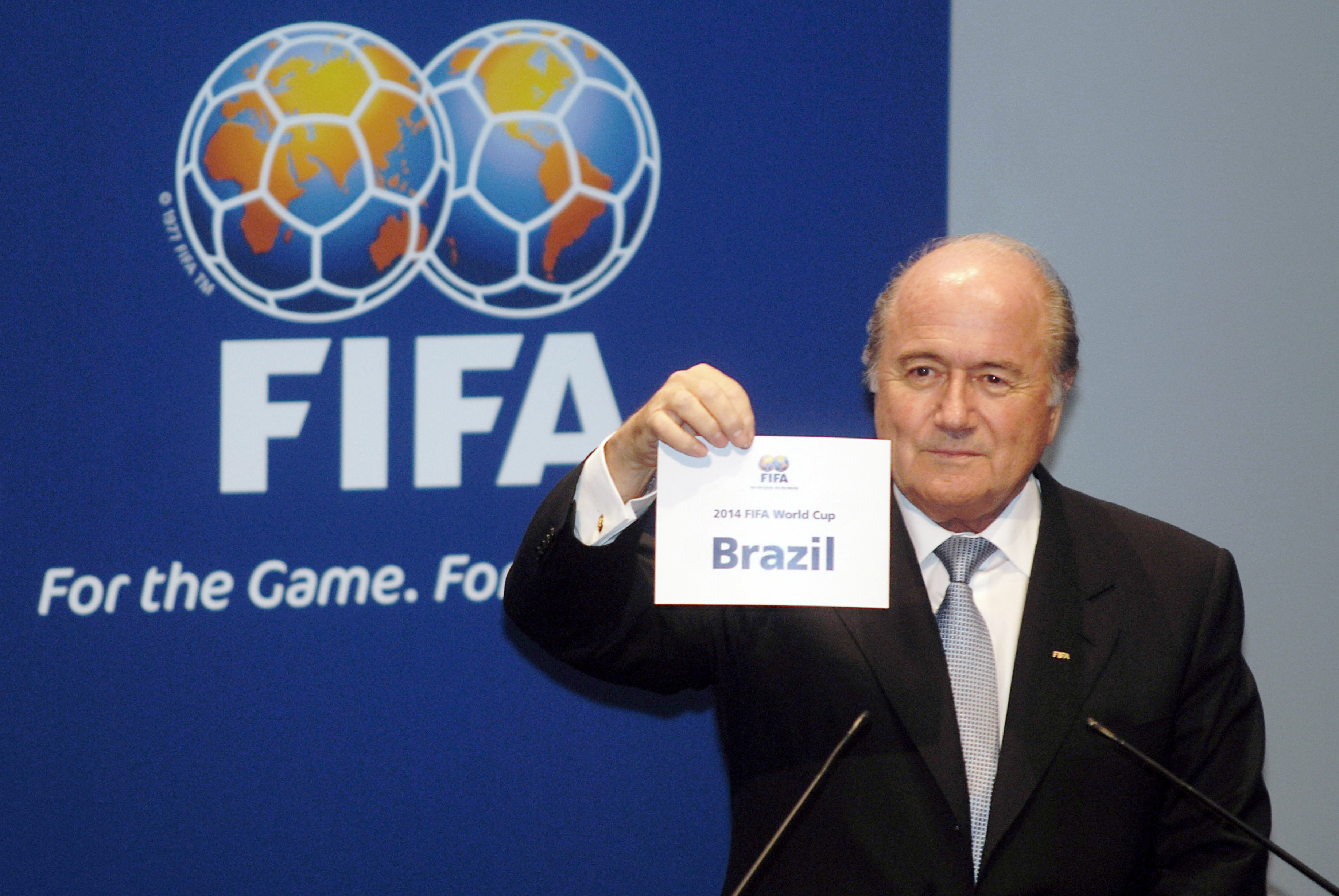
2007년, 브라질은 2014년 FIFA 월드컵 개최국으로 선정되었다.

2003년 3월, FIFA는 당시 존재했던 대륙별로 연맹들을 순환하여 FIFA 월드컵 개최국을 정하는 정책에 따라 1978년 이래 처음으로 남아메리카에서 대회가 열릴 것임을 발표하였다. 2010년 FIFA 월드컵의 남아프리카 공화국 개최가 확정되면서, FIFA 월드컵이 두 대회 연속으로 비유럽지역에서 열리게 되었는데, 이는 역사상 처음 있는 일이었다. 이는 남반구에서 두 대회 연속으로 여는 첫 사례이기도 했다. 브라질과 콜롬비아만 개최 신청을 했지만, 이후 콜롬비아가 중간에 기권하였고, 단일 후보였던 브라질이 2007년 10월 30일에 개최국으로 최종 확정되었다.

## 참가국 및 심판진

### 지역 예선
2011년 6월에서 2013년 11월까지 열린 예선전을 통해 본선에 참가할 다음 32개국이 확정되었고 - 가장 최근에 나온 FIFA 랭킹 순으로 나열되었다. 이 대회 진출국들 중 24개국이 전 대회인 2010년 FIFA 월드컵에 출전했었다. 보스니아 헤르체고비나가 이 대회 유일한 FIFA 월드컵 처녀 출전국이었다. 콜롬비아는 16년만에 FIFA 월드컵 본선 무대를 밟았고, 러시아와 벨기에도 본선 무대에 다시 드러내기 전까지 12년이란 세월이 걸렸다. 이 대회에 진출하지 못한 국가들 중 FIFA 랭킹이 가장 높은 국가는 우크라이나 (16위)이며, 본선 진출국들 중 가장 랭킹이 낮은 국가는 오스트레일리아 (62위)였다.

본선 진출국
탈락국
불참국
FIFA 비회원국

| AFC (4) - 대한민국 (57) - 오스트레일리아 (62) - 이란 (43) - 일본 (46) CAF (5) - 가나 (37) - 나이지리아 (44) - 알제리 (22) - 카메룬 (56) - 코트디부아르 (23) OFC (0) - 모두 탈락 | CONCACAF (4) - 멕시코 (20) - 미국 (13) - 온두라스 (33) - 코스타리카 (28) CONMEBOL (6) - 브라질 (3) (개최국) - 아르헨티나 (5) - 에콰도르 (26) - 우루과이 (7) - 칠레 (14) - 콜롬비아 (8) | UEFA (13) - 그리스 (12) - 네덜란드 (15) - 독일 (2) - 러시아 (19) - 벨기에 (11) - 보스니아 헤르체고비나 (21) - 스위스 (6) - 스페인 (1) - 이탈리아 (9) - 잉글랜드 (10) - 크로아티아 (18) - 포르투갈 (4) - 프랑스 (17) |  |
| 본선 진출국 탈락국 | 불참국 FIFA 비회원국 | |  |

| 2014년 6월 FIFA 랭킹 기준 참가국 목록 | 2014년 6월 FIFA 랭킹 기준 참가국 목록 | 2014년 6월 FIFA 랭킹 기준 참가국 목록 | 2014년 6월 FIFA 랭킹 기준 참가국 목록 |
| 순번                                  | 국가                                  | 소속 연맹                             | 랭킹                                  |
| ------------------------------------- | ------------------------------------- | ------------------------------------- | ------------------------------------- |
| 1                                     | 스페인                                | UEFA                                  | 1                                     |
| 2                                     | 독일                                  | UEFA                                  | 2                                     |
| 3                                     | 브라질 (개최국)                       | CONMEBOL                              | 3                                     |
| 4                                     | 포르투갈                              | UEFA                                  | 4                                     |
| 5                                     | 아르헨티나                            | CONMEBOL                              | 5                                     |
| 6                                     | 스위스                                | UEFA                                  | 6                                     |
| 7                                     | 우루과이                              | CONMEBOL                              | 7                                     |
| 8                                     | 콜롬비아                              | CONMEBOL                              | 8                                     |
| 9                                     | 이탈리아                              | UEFA                                  | 9                                     |
| 10                                    | 잉글랜드                              | UEFA                                  | 10                                    |
| 11                                    | 벨기에                                | UEFA                                  | 11                                    |
| 12                                    | 그리스                                | UEFA                                  | 12                                    |
| 13                                    | 미국                                  | CONCACAF                              | 13                                    |
| 14                                    | 칠레                                  | CONMEBOL                              | 14                                    |
| 15                                    | 네덜란드                              | UEFA                                  | 15                                    |
| 16                                    | 프랑스                                | UEFA                                  | 17                                    |
| 17                                    | 크로아티아                            | UEFA                                  | 18                                    |
| 18                                    | 러시아                                | UEFA                                  | 19                                    |
| 19                                    | 멕시코                                | CONCACAF                              | 20                                    |
| 20                                    | 보스니아 헤르체고비나                 | UEFA                                  | 21                                    |
| 21                                    | 알제리                                | CAF                                   | 22                                    |
| 22                                    | 코트디부아르                          | CAF                                   | 23                                    |
| 23                                    | 에콰도르                              | CONMEBOL                              | 26                                    |
| 24                                    | 코스타리카                            | CONCACAF                              | 28                                    |
| 25                                    | 온두라스                              | CONCACAF                              | 33                                    |
| 26                                    | 가나                                  | CAF                                   | 37                                    |
| 27                                    | 이란                                  | AFC                                   | 43                                    |
| 28                                    | 나이지리아                            | CAF                                   | 44                                    |
| 29                                    | 일본                                  | AFC                                   | 46                                    |
| 30                                    | 카메룬                                | CAF                                   | 56                                    |
| 31                                    | 대한민국                              | AFC                                   | 57                                    |
| 32                                    | 오스트레일리아                        | AFC                                   | 62                                    |

### 본선 조추첨
32개의 참가국은 8개의 다른 조에 배정되었다. 이 준비 과정에서 32개국은 4개의 포트로 분류되었고, 상위 7개국은 개최국 브라질과 함께 시드 배정을 받았다. 이전 대회들과 마찬가지로, FIFA는 지리적인 면을 고려하여 시드 배정을 받지 못한 나머지 국가들은 대륙별로 배정하였다. 조추첨식은 2013년 12월 6일, 바이아주의 코스타 두 사우이피 리조트에서 FIFA 월드컵 우승을 경험했던 선수들과 같이 진행하였다. 개최 과정에서 무작위로 추첨된 유럽국이었던 이탈리아가 각 4개의 포트가 8개국씩 균일하게 수를 맞추기 위해 4포트에서 2포트로 이동했다.

### 심판진
2013년 3월, FIFA는 대회 본선 경기들을 주관할 6개 대륙 연맹 출신의 52명의 주심 후보 목록을 발표하였고, 각 주심의 국적을 반영해 2명의 부심이 붙었다. 2014년 1월 14일, FIFA 주심 위원회는 43개국 출신의 3인으로 구성된 심판진 25개조와 2인으로 구성된 대기심 8개조를 발표하였다. 일본의 니시무라 유이치 주심이 개막전을, 이탈리아의 니콜라 리촐리 주심이 결승전을 주관했다.
| 심판진 목록 | 심판진 목록                         | 심판진 목록                                                                | 심판진 목록                                                                                       | 심판진 목록 |
| 연맹        | 주심                                | 부심                                                                       | 대기심 (주 대기심 / 후보 대기심)                                                                  |             |
| ----------- | ----------------------------------- | -------------------------------------------------------------------------- | ------------------------------------------------------------------------------------------------- | ----------- |
| AFC         | 나와프 슈크랄라 (바레인)            | 에브라힘 살레 (바레인) 야세르 툴레파트 (바레인)                            | 알리레자 파가니 (이란) / 하산 캄라니파르 (이란)                                                   |             |
| AFC         | 벤 윌리엄스 (오스트레일리아)        | 하칸 아나즈 (오스트레일리아) 매슈 크림 (오스트레일리아)                    | 알리레자 파가니 (이란) / 하산 캄라니파르 (이란)                                                   |             |
| AFC         | 랍샨 이르마토프 (우즈베키스탄)      | 압두하미둘로 라술로프 (우즈베키스탄) 바하디르 코하로프 (키르기스스탄)      | 알리레자 파가니 (이란) / 하산 캄라니파르 (이란)                                                   |             |
| AFC         | 니시무라 유이치 (일본)              | 나기 도시유키 (일본) 사가라 도루 (일본)                                    | 알리레자 파가니 (이란) / 하산 캄라니파르 (이란)                                                   |             |
| CAF         | 바카리 가사마 (감비아)              | 펠리시앙 카방다 (르완다) 에바리스 망쿠앙드 (카메룬)                        | 네앙 알리움 (카메룬) / 지브릴 카마라 (세네갈) – / 아덴 마르와 (케냐)                              |             |
| CAF         | 자멜 아이무디 (알제리)              | 레두안 아시크 (모로코) 압델하크 에치알리 (알제리)                          | 네앙 알리움 (카메룬) / 지브릴 카마라 (세네갈) – / 아덴 마르와 (케냐)                              |             |
| CAF         | 누망디에 두에 (코트디부아르)        | 장-클로드 비루무샤우 (부룬디) 송기폴로 예오 (코트디부아르)                 | 네앙 알리움 (카메룬) / 지브릴 카마라 (세네갈) – / 아덴 마르와 (케냐)                              |             |
| CONCACAF    | 마르코 로드리게스 (멕시코)          | 마르코스 킨테로 (멕시코) 마르빈 토렌테라 (멕시코)                          | 왈테르 로페스 (과테말라) / 레오넬 레알 (코스타리카) 로베르토 모레노 (파나마) / 에릭 보리아 (미국) |             |
| CONCACAF    | 마크 가이거 (미국)                  | 마크 허드 (미국) 조 플레처 (캐나다)                                        | 왈테르 로페스 (과테말라) / 레오넬 레알 (코스타리카) 로베르토 모레노 (파나마) / 에릭 보리아 (미국) |             |
| CONCACAF    | 호엘 아길라르 (엘살바도르)          | 후안 숨바 (엘살바도르) 윌리암 토레스 (엘살바도르)                          | 왈테르 로페스 (과테말라) / 레오넬 레알 (코스타리카) 로베르토 모레노 (파나마) / 에릭 보리아 (미국) |             |
| CONMEBOL    | 산드루 히시 (브라질)                | 마르셀루 반 가시 (브라질) 이메르송 지 카르발류 (브라질)                    | 빅토르 우고 카리요 (페루) / 로드네이 아키노 (파라과이)                                            |             |
| CONMEBOL    | 네스토르 피타나 (아르헨티나)        | 에르난 마이다나 (아르헨티나) 후안 파블로 벨라티 (아르헨티나)               | 빅토르 우고 카리요 (페루) / 로드네이 아키노 (파라과이)                                            |             |
| CONMEBOL    | 카를로스 베라 (에콰도르)            | 크리스티안 레스카노 (에콰도르) 비론 로메로 (에콰도르)                      | 빅토르 우고 카리요 (페루) / 로드네이 아키노 (파라과이)                                            |             |
| CONMEBOL    | 엔리케 오세스 (칠레)                | 세르히오 로만 (칠레) 카를로스 아스트로사 (칠레)                            | 빅토르 우고 카리요 (페루) / 로드네이 아키노 (파라과이)                                            |             |
| CONMEBOL    | 윌마르 롤단 (콜롬비아)              | 에두아르도 디아스 (콜롬비아) 움베르토 클라비호 (콜롬비아)                  | 빅토르 우고 카리요 (페루) / 로드네이 아키노 (파라과이)                                            |             |
| OFC         | 피터 오리어리 (뉴질랜드)            | 마크 룰 (뉴질랜드) 얀-헨드릭 힌츠 (뉴질랜드)                               | 노르베르 하우아타 (타히티) / –                                                                    |             |
| UEFA        | 비외른 카위퍼르스 (네덜란드)        | 에르빈 제인스트라 (네덜란드) 산더르 판 뢰켈 (네덜란드)                     | 스베인 오드바르 모엔 (노르웨이) / 심 헤겔룬 (노르웨이)                                            |             |
| UEFA        | 펠릭스 브리히 (독일)                | 슈테판 루프 (독일) 마크 보어슈 (독일)                                      | 스베인 오드바르 모엔 (노르웨이) / 심 헤겔룬 (노르웨이)                                            |             |
| UEFA        | 밀로라드 마지치 (세르비아)          | 밀로반 리스티치 (세르비아) 달리보르 주르제비치 (세르비아)                  | 스베인 오드바르 모엔 (노르웨이) / 심 헤겔룬 (노르웨이)                                            |             |
| UEFA        | 요나스 에릭손 (스웨덴)              | 다니엘 베른마르크 (스웨덴) 마티아스 클라세니우스 (스웨덴)                  | 스베인 오드바르 모엔 (노르웨이) / 심 헤겔룬 (노르웨이)                                            |             |
| UEFA        | 카를로스 벨라스코 카르바요 (스페인) | 후안 카를로스 유스테 히메네스 (스페인) 로베르토 알론소 페르난데스 (스페인) | 스베인 오드바르 모엔 (노르웨이) / 심 헤겔룬 (노르웨이)                                            |             |
| UEFA        | 니콜라 리촐리 (이탈리아)            | 안드레아 스테파니 (이탈리아) 레나토 파베라니 (이탈리아)                    | 스베인 오드바르 모엔 (노르웨이) / 심 헤겔룬 (노르웨이)                                            |             |
| UEFA        | 하워드 웹 (잉글랜드)                | 마이크 물라키 (잉글랜드) 대런 칸 (잉글랜드)                                | 스베인 오드바르 모엔 (노르웨이) / 심 헤겔룬 (노르웨이)                                            |             |
| UEFA        | 쥐네이트 차크르 (터키)              | 바하틴 두란 (터키) 타르크 옹군 (터키)                                      | 스베인 오드바르 모엔 (노르웨이) / 심 헤겔룬 (노르웨이)                                            |             |
| UEFA        | 페드루 프로엔사 (포르투갈)          | 베르티누 미란다 (포르투갈) 티아구 트리구 (포르투갈)                        | 스베인 오드바르 모엔 (노르웨이) / 심 헤겔룬 (노르웨이)                                            |             |

### 선수 명단
2010년 대회와 마찬가지로, 각국은 23명의 선수 (이 중 3명이 골키퍼) 로 선수단을 꾸렸다. 각 참가국은 대회 개막 열흘 전까지 최종 23인 선수 명단을 제출해야 했다. 최종 선수 명단을 제출한 후에도, 선수단에 중상을 당한 선수가 있을 경우 첫 경기 24시간 전까지 선수를 대체하는 것을 허용했다. 경기중에 선발로 이름을 올리지 못한 모든 선수들은 3회까지 허용되는 교체를 통해 출전이 가능했다. (출장 정지 징계가 아닌 가정 하에)

## 장소

### 개최 도시 및 경기장
12개 도시의 12개 경기장 (7개 신축, 5개 보수) 이 본선 경기를 주최하기 위해 선정되었다. 경기장은 브라질 전국에 골고루 분포되어 1950년에 열린 전 브라질 대회에 비해 주최권을 균등하게 가져갔다. 그 결과, 대회 참가국은 장거리 이동이 불가피하게 되었다. FIFA 월드컵 기간동안 브라질의 도시들은 32개국을 위한 베이스캠프도 차렸고, 공식 팬페스트도 개최해 경기를 관람할 수 있는 장소도 존재했다.
| 히우 지 자네이루, RJ                                                        | 브라질리아, DF | 상파울루, SP | 포르탈레자, CE                                                            |
| --------------------------------------------------------------------------- | --- | --- | ------------------------------------------------------------------------- |
| 이스타지우 두 마라카낭                                                      | 이스타지우 마네 가힌샤 | 아레나 코린치앙스 | 카스텔랑                                                                  |
| 남위 22° 54′ 43.80″ 서경 43° 13′ 48.59″ / 남위 22.9121667° 서경 43.2301639° | 남위 15° 47′ 0.60″ 서경 47° 53′ 56.99″ / 남위 15.7835000° 서경 47.8991639°                                                                       | 남위 23° 32′ 44″ 서경 46° 28′ 24″ / 남위 23.545531° 서경 46.473373°                                                                              | 남위 3° 48′ 26.16″ 서경 38° 31′ 20.93″ / 남위 3.8072667° 서경 38.5224806° |
| 수용인원: 74,738명                                                          | 수용인원: 69,432명 | 수용인원: 63,321명 | 수용인원: 60,348명                                                        |
|                                                                             | | |                                                                           |
| 벨루 오리존치, MG                                                           | 벨루 오리존치브라질리아포르탈레자포르투 알레그리상파울루히우 지 자네이루사우바도르나타우쿠이아바쿠리치바마나우스헤시피2014년 FIFA 월드컵(브라질) | 벨루 오리존치브라질리아포르탈레자포르투 알레그리상파울루히우 지 자네이루사우바도르나타우쿠이아바쿠리치바마나우스헤시피2014년 FIFA 월드컵(브라질) | 사우바도르, BA                                                            |
| 미네이랑                                                                    | 벨루 오리존치브라질리아포르탈레자포르투 알레그리상파울루히우 지 자네이루사우바도르나타우쿠이아바쿠리치바마나우스헤시피2014년 FIFA 월드컵(브라질) | 벨루 오리존치브라질리아포르탈레자포르투 알레그리상파울루히우 지 자네이루사우바도르나타우쿠이아바쿠리치바마나우스헤시피2014년 FIFA 월드컵(브라질) | 아레나 폰치 노바                                                          |
| 남위 19° 51′ 57″ 서경 43° 58′ 15″ / 남위 19.86583° 서경 43.97083°           | 벨루 오리존치브라질리아포르탈레자포르투 알레그리상파울루히우 지 자네이루사우바도르나타우쿠이아바쿠리치바마나우스헤시피2014년 FIFA 월드컵(브라질) | 벨루 오리존치브라질리아포르탈레자포르투 알레그리상파울루히우 지 자네이루사우바도르나타우쿠이아바쿠리치바마나우스헤시피2014년 FIFA 월드컵(브라질) | 남위 12° 58′ 43.7″ 서경 38° 30′ 15.1″ / 남위 12.978806° 서경 38.504194°   |
| 수용인원: 58,259명                                                          | 벨루 오리존치브라질리아포르탈레자포르투 알레그리상파울루히우 지 자네이루사우바도르나타우쿠이아바쿠리치바마나우스헤시피2014년 FIFA 월드컵(브라질) | 벨루 오리존치브라질리아포르탈레자포르투 알레그리상파울루히우 지 자네이루사우바도르나타우쿠이아바쿠리치바마나우스헤시피2014년 FIFA 월드컵(브라질) | 수용인원: 51,708명                                                        |
|                                                                             | 벨루 오리존치브라질리아포르탈레자포르투 알레그리상파울루히우 지 자네이루사우바도르나타우쿠이아바쿠리치바마나우스헤시피2014년 FIFA 월드컵(브라질) | 벨루 오리존치브라질리아포르탈레자포르투 알레그리상파울루히우 지 자네이루사우바도르나타우쿠이아바쿠리치바마나우스헤시피2014년 FIFA 월드컵(브라질) |                                                                           |
| 포르투 알레그리, RS                                                         | 벨루 오리존치브라질리아포르탈레자포르투 알레그리상파울루히우 지 자네이루사우바도르나타우쿠이아바쿠리치바마나우스헤시피2014년 FIFA 월드컵(브라질) | 벨루 오리존치브라질리아포르탈레자포르투 알레그리상파울루히우 지 자네이루사우바도르나타우쿠이아바쿠리치바마나우스헤시피2014년 FIFA 월드컵(브라질) | 헤시피, PE                                                                |
| 이스타지우 베이라-히우                                                      | 벨루 오리존치브라질리아포르탈레자포르투 알레그리상파울루히우 지 자네이루사우바도르나타우쿠이아바쿠리치바마나우스헤시피2014년 FIFA 월드컵(브라질) | 벨루 오리존치브라질리아포르탈레자포르투 알레그리상파울루히우 지 자네이루사우바도르나타우쿠이아바쿠리치바마나우스헤시피2014년 FIFA 월드컵(브라질) | 아레나 페르남부쿠                                                         |
| 남위 30° 3′ 56.21″ 서경 51° 14′ 9.91″ / 남위 30.0656139° 서경 51.2360861°   | 벨루 오리존치브라질리아포르탈레자포르투 알레그리상파울루히우 지 자네이루사우바도르나타우쿠이아바쿠리치바마나우스헤시피2014년 FIFA 월드컵(브라질) | 벨루 오리존치브라질리아포르탈레자포르투 알레그리상파울루히우 지 자네이루사우바도르나타우쿠이아바쿠리치바마나우스헤시피2014년 FIFA 월드컵(브라질) | 남위 8° 2′ 24″ 서경 35° 00′ 29″ / 남위 8.04000° 서경 35.00806°            |
| 수용인원: 43,394명                                                          | 벨루 오리존치브라질리아포르탈레자포르투 알레그리상파울루히우 지 자네이루사우바도르나타우쿠이아바쿠리치바마나우스헤시피2014년 FIFA 월드컵(브라질) | 벨루 오리존치브라질리아포르탈레자포르투 알레그리상파울루히우 지 자네이루사우바도르나타우쿠이아바쿠리치바마나우스헤시피2014년 FIFA 월드컵(브라질) | 수용인원: 42,583명                                                        |
|                                                                             | 벨루 오리존치브라질리아포르탈레자포르투 알레그리상파울루히우 지 자네이루사우바도르나타우쿠이아바쿠리치바마나우스헤시피2014년 FIFA 월드컵(브라질) | 벨루 오리존치브라질리아포르탈레자포르투 알레그리상파울루히우 지 자네이루사우바도르나타우쿠이아바쿠리치바마나우스헤시피2014년 FIFA 월드컵(브라질) |                                                                           |
| 쿠이아바, MT                                                                | 마나우스, AM | 나타우, RN | 쿠리치바, PR                                                              |
| 아레나 판타나우                                                             | 아레나 아마조니아 | 아레나 다스 두나스 | 아레나 다 바이샤다                                                        |
| 남위 15° 36′ 11″ 서경 56° 07′ 14″ / 남위 15.60306° 서경 56.12056°           | 남위 03° 04′ 59″ 서경 60° 01′ 41″ / 남위 3.08306° 서경 60.02806°                                                                                 | 남위 5° 49′ 44″ 서경 35° 12′ 50″ / 남위 5.828938° 서경 35.2138639°                                                                               | 남위 25° 26.54′ 서경 49° 13.37′  / 남위 25.44233° 서경 49.22283°          |
| 수용인원: 41,112명                                                          | 수용인원: 40,549명 | 수용인원: 39,971명 | 수용인원: 39,631명                                                        |
|                                                                             | | |                                                                           |

### 국가별 베이스캠프 위치
32개 참가국은 베이스캠프에 머물러 FIFA 월드컵 경기를 앞두고 훈련했다. 2014년 1월 31일, FIFA는 각 참가국의 베이스캠프 위치를 발표하였는데, 이에 앞서 84개 후보지를 선정했었다. 대부분 참가국이 브라질 남동부에 자리를 잡았고, 8개국만이 이외의 지역을 선택하였다; 5개국 (가나, 그리스, 독일, 스위스, 그리고 크로아티아) 이 북동부에 3개국 (대한민국, 스페인, 그리고 에콰도르) 이 남부에 머물렀다. 북부와 중서부에 자리잡은 참가국은 없었다.

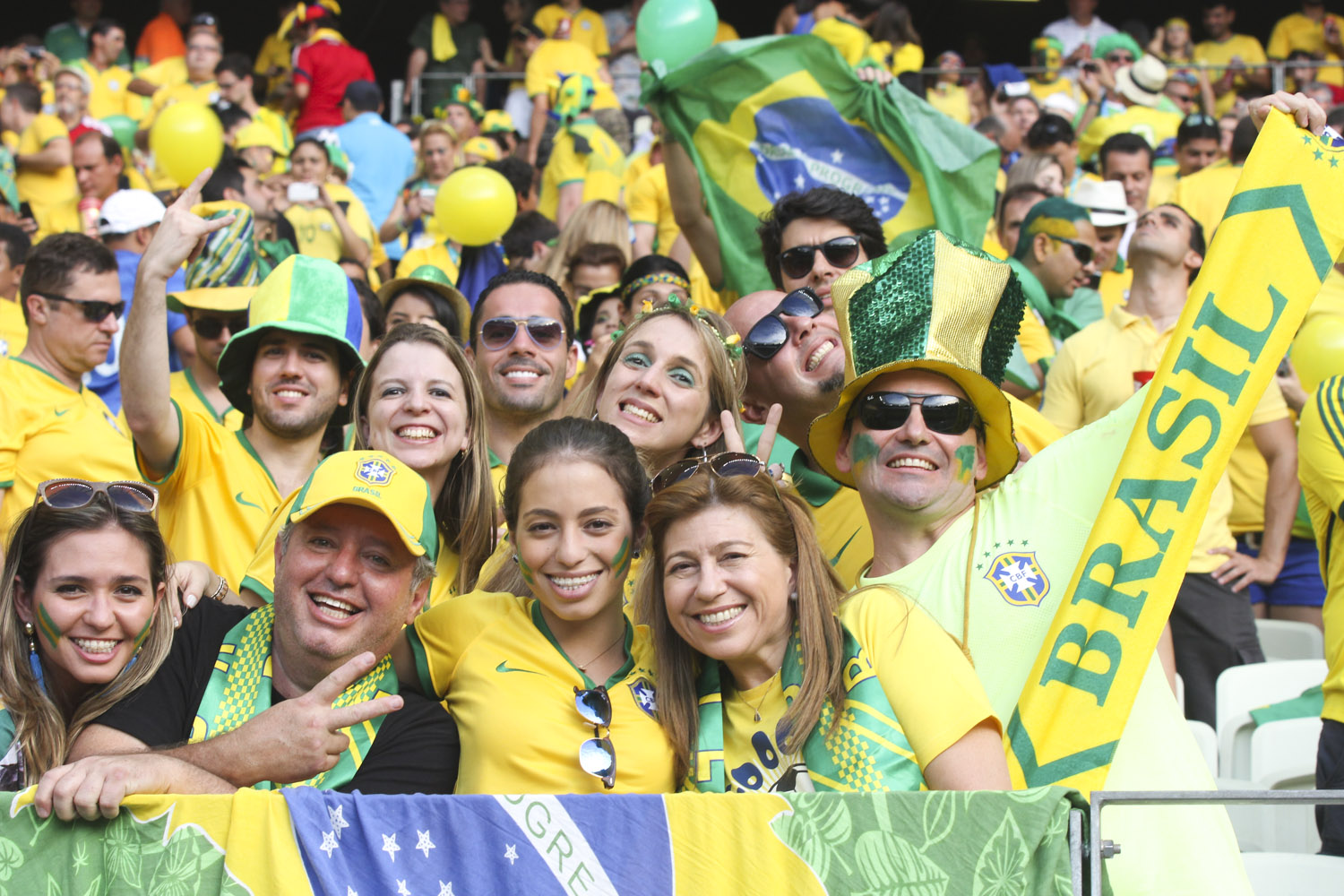
브라질의 축구 팬들

| 국가                  | 베이스캠프 위치            |
| --------------------- | -------------------------- |
| 가나                  | 마세이오, AL               |
| 그리스                | 아라카주, SE               |
| 나이지리아            | 캄피나스, SP               |
| 네덜란드              | 히우 지 자네이루, RJ       |
| 대한민국              | 포스 두 이구아수, PR       |
| 독일                  | 산타 크루스 카브랄리아, BA |
| 러시아                | 이투, SP                   |
| 멕시코                | 산투스, SP                 |
| 미국                  | 상파울루, SP               |
| 벨기에                | 모지 다스 크루지스, SP     |
| 보스니아 헤르체고비나 | 구아루자, SP               |
| 브라질                | 테레조폴리스, RJ           |
| 스위스                | 포르투 세구루, BA          |
| 스페인                | 쿠리치바, PR               |
| 아르헨티나            | 베스파지아누, MG           |
| 알제리                | 소로카바, SP               |

| 국가           | 베이스캠프 위치          |
| -------------- | ------------------------ |
| 에콰도르       | 비아망, RS               |
| 오스트레일리아 | 비토리아, ES             |
| 온두라스       | 포르투 펠리스, SP        |
| 우루과이       | 세치 라고아스, MG        |
| 이란           | 구아룰류스, SP           |
| 이탈리아       | 망가라치바, RJ           |
| 일본           | 이투, SP                 |
| 잉글랜드       | 히우 지 자네이루, RJ     |
| 칠레           | 벨루 오리존치, MG        |
| 카메룬         | 비토리아, ES             |
| 코스타리카     | 산투스, SP               |
| 코트디부아르   | 아구아스 지 린도이아, SP |
| 콜롬비아       | 코치아, SP               |
| 크로아티아     | 마타 지 상주앙, BA       |
| 포르투갈       | 캄피나스, SP             |
| 프랑스         | 히베이랑 프레투, SP      |

### FIFA 팬페스트
FIFA 월드컵 3대회 연속으로, FIFA는 대회 기간동안 12개의 개최 도시에 FIFA 팬페스트를 주최하였다. 예를 들어, 4년 전에도 팬페스트를 열었던 히우 지 자네이루의 코파카바나 해변, 상파울루의 발리 두 안항가바우 등이 있다. 첫 공식 행사는 2014년 6월 8일, 포르탈레자의 이라시마 해변에서 열렸다.

## 변경 사항

### 기술
유령골 사태를 방지하기 위해 2014년 FIFA 월드컵에는 앞서 2013년 FIFA 컨페더레이션스컵에서 시범적으로 도입해 성공적인 결과를 얻은 득점선 판독 기술이 도입되었다. 이 기술은 7개가 득점선에 초점을 맞춘 14개의 초고속 카메라로 이루어진 골컨트롤 시스템을 이용한다. 자료는 중앙 이미지 제작처로 보내져, 공 위치를 가상으로 구상해 대형 스크린으로 출력해 득점을 판독했다. 주심 또한 득점 순간에 진동으로 득점 사실을 전달 받을 수 있는 손목시계를 착용했다. 프랑스의 온두라스와의 조별 리그 경기 2번째 골은 득점선 판독 기술이 골을 판독하는데 사용된 첫 사례였다.
시범 도입을 성공적으로 마친 후, FIFA는 FIFA 월드컵 본선 무대에 처음으로 주심의 소멸 분무 사용을 허락하였다. 소멸 분무는 수성 분무로, 뿌린 이후 몇 분만에 사라지며, 직접 프리킥 상황에서 9.3미터선을 표시하며, 프리킥에 찰 공의 위치를 표시하는데 사용되었다.
아디다스 브라주카는 2014년 FIFA 월드컵 공인구로 파키스탄 시알코트의 포워드 스포츠에서 공급받았다. 아디다스는 전 대회에서 사용한 아디다스 자블라니에 대해 무수한 비난을 받은 후, 공인구를 새롭게 설계하였다. 공인구 패널 수는 6개로 감소하였고, 각 패널은 열 접착 방식으로 연결되었다. 그에 따라 새 공인구는 전 공인구와 비교해 내구력과 공기역학적 능력이 향상되었다. 더 나아가서, 아디다스는 프로 축구인의 인정을 받기 위해 공인구를 2년이 넘게 긴 시간동안 실험을 진행했다.

### 쿨링 브레이크
브라질 지리의 특성상, 특히 북쪽의 기온이 상대적으로 높기 때문에 선수의 탈진을 방지하기 위해 쿨링 브레이크가 도입되었다. 쿨링 브레이크는 주심의 재량에 따라 전후반 각각 30분을 넘긴 시점에 습구흑구온도가 섭씨 32도를 넘을 경우 한 번 선언할 수 있다.
FIFA 월드컵 역사상 첫 쿨링 브레이크는 네덜란드와 멕시코 간의 16강전 32분에 실시되었다. 경기 시작에 앞서 FIFA에 의하면 당시 기온이 섭씨 32도까지 올라갔고, 68%의 습도를 기록했다.

### 반도핑
2014년을 기점으로 FIFA 월드컵에 생체 여권이 도입되었다. 대회를 앞두고 모든 선수들의 혈액 및 소변 표본을 수집한 후, 경기 후 각 팀당 2명의 선수의 표본이 스위스 도핑 분석 연구소에서 분석되었다. FIFA의 보고에 따르면 본선에 참가하는 선수들 중 91.5%가 실험에 임하였고, 양성 반응이 난 선수가 없다고 보고했다. 그러나, FIFA의 도핑 검사법에 대한 접근법은 비판의 대상이 되었다.

## 형식
1라운드, 혹은 조별 리그에서는 32개 본선 참가국이 4개국씩 8개 조로 나뉘어 경합하였고, 각 국가는 같은 조의 국가들과 리그전을 펼쳤다. 조별 리그 경기를 다 치르고, 상위 2팀이 결선 토너먼트 진출 자격을 얻었다. 각국은 1승에 3점, 1무에 1점을 획득했다. 조 내 순위를 비교한 후 동률일 경우, 상대 전적으로 순위를 결정했다.
| 순위 규정 |
| --- |
| 조별 리그의 각국은 다음 조건으로 순위가 결정된다: 1. 3경기에서 획득한 총 승점 2. 3경기에서 기록한 골득실차 3. 3경기에서 기록한 총 득점 4. 위 조건에서 모두 동률인 팀들간 획득한 승점 5. 위 조건에서 모두 동률인 팀들간 기록한 골득실차 6. 위 조건에서 모두 동률인 팀들간 기록한 총 득점 7. FIFA 조직위원회의 추첨 |

싱글 엘리미네이션 토너먼트에는 4개의 라운드 (16강전, 8강전, 준결승전, 그리고 결승전) 로 구성되었고, 각 라운드의 패자는 탈락하였다. 준결승전에서 패한 두 국가는 3위 결정전을 벌였다. 결선 토너먼트의 모든 경기는 90분이 지나고 양팀이 동률을 이루는 경우, 15분간 두 차례의 연장전을 펼쳐 승자를 가렸다. 그 후에도 동률인 경우, 승부차기를 통해 승자를 가렸다.
경기 일정은 2011년 10월 20일에 발표되었고, 각 경기의 시작 시간은 2012년 9월 27일에 최종 결정되었다. 조추첨식 후, 7경기의 시작 시간이 FIFA에 의해 보정되었다. 대회 대진표는 조별 리그에서 만난 국가들끼리 결승전 (혹은 3위 결정전) 에 올라가기 전까지 결선 토너먼트에서 재회하지 못하도록 짜여졌다. 조별 리그는 6월 12일에 시작하였고, 2006년 대회부터 내려온 형식대로 개최국이 개막전을 치렀다. 개막전에 앞서 현지 시각으로 15시 15분부터 개막식이 진행되었다.

## 일정
32개국은 도합 64경기를 치렀는데, 이 중 48경기가 조별 리그, 8경기가 16강전, 4경기가 8강전, 2경기가 준결승전이었고, 3위 결정전과 결승전이 한 경기씩 치러졌다. 대회 진행 막간에 선수의 회복을 도울 휴식일들이 존재했다. 아래에 기재된 시간은 모두 브라질 표준시 (UTC-3)를 따른다.
| 날짜            | 시각               | 경기장                 | 라운드             | 경기               | 팀1                   | 결과               | 팀2                   |
| --------------- | ------------------ | ---------------------- | ------------------ | ------------------ | --------------------- | ------------------ | --------------------- |
| 목요일 6월 12일 | 15:15              | 아레나 코린치앙스      | 개막식             | 개막식             | 개막식                | 개막식             | 개막식                |
| 목요일 6월 12일 | 조별 리그 1차전    |                        |                    |                    |                       |                    |                       |
| 목요일 6월 12일 | 17:00              | 아레나 코린치앙스      | A조                | 1                  | 브라질                | 3-1                | 크로아티아            |
| 금요일 6월 13일 | 13:00              | 아레나 다스 두나스     | A조                | 2                  | 멕시코                | 1-0                | 카메룬                |
| 금요일 6월 13일 | 16:00              | 아레나 폰치 노바       | B조                | 3                  | 스페인                | 1-5                | 네덜란드              |
| 금요일 6월 13일 | 19:00              | 아레나 판타나우        | B조                | 4                  | 칠레                  | 3-1                | 오스트레일리아        |
| 토요일 6월 14일 | 13:00              | 미네이랑               | C조                | 5                  | 콜롬비아              | 3-0                | 그리스                |
| 토요일 6월 14일 | 22:00              | 아레나 페르남부쿠      | C조                | 6                  | 코트디부아르          | 2-1                | 일본                  |
| 토요일 6월 14일 | 16:00              | 카스텔랑               | D조                | 7                  | 우루과이              | 1-3                | 코스타리카            |
| 토요일 6월 14일 | 19:00              | 아레나 아마조니아      | D조                | 8                  | 잉글랜드              | 1-2                | 이탈리아              |
| 일요일 6월 15일 | 13:00              | 이스타지우 마네 가힌샤 | E조                | 9                  | 스위스                | 2-1                | 에콰도르              |
| 일요일 6월 15일 | 16:00              | 이스타지우 베이라-히우 | E조                | 10                 | 프랑스                | 3-0                | 온두라스              |
| 일요일 6월 15일 | 19:00              | 이스타지우 두 마라카낭 | F조                | 11                 | 아르헨티나            | 2-1                | 보스니아 헤르체고비나 |
| 월요일 6월 16일 | 16:00              | 아레나 다 바이샤다     | F조                | 12                 | 이란                  | 0-0                | 나이지리아            |
| 월요일 6월 16일 | 13:00              | 아레나 폰치 노바       | G조                | 13                 | 독일                  | 4-0                | 포르투갈              |
| 월요일 6월 16일 | 19:00              | 아레나 다스 두나스     | G조                | 14                 | 가나                  | 1-2                | 미국                  |
| 화요일 6월 17일 | 13:00              | 미네이랑               | H조                | 15                 | 벨기에                | 2-1                | 알제리                |
| 화요일 6월 17일 | 19:00              | 아레나 판타나우        | H조                | 16                 | 러시아                | 1-1                | 대한민국              |
| 화요일 6월 17일 | 조별 리그 2차전    |                        |                    |                    |                       |                    |                       |
| 화요일 6월 17일 | 16:00              | 카스텔랑               | A조                | 17                 | 브라질                | 0-0                | 멕시코                |
| 수요일 6월 18일 | 19:00              | 아레나 아마조니아      | A조                | 18                 | 카메룬                | 0-4                | 크로아티아            |
| 수요일 6월 18일 | 16:00              | 이스타지우 두 마라카낭 | B조                | 19                 | 스페인                | 0-2                | 칠레                  |
| 수요일 6월 18일 | 13:00              | 이스타지우 베이라-히우 | B조                | 20                 | 오스트레일리아        | 2-3                | 네덜란드              |
| 목요일 6월 19일 | 13:00              | 이스타지우 마네 가힌샤 | C조                | 21                 | 콜롬비아              | 2-1                | 코트디부아르          |
| 목요일 6월 19일 | 19:00              | 아레나 다스 두나스     | C조                | 22                 | 일본                  | 0-0                | 그리스                |
| 목요일 6월 19일 | 16:00              | 아레나 코린치앙스      | D조                | 23                 | 우루과이              | 2-1                | 잉글랜드              |
| 금요일 6월 20일 | 13:00              | 아레나 페르남부쿠      | D조                | 24                 | 이탈리아              | 0-1                | 코스타리카            |
| 금요일 6월 20일 | 16:00              | 아레나 폰치 노바       | E조                | 25                 | 스위스                | 2-5                | 프랑스                |
| 금요일 6월 20일 | 19:00              | 아레나 다 바이샤다     | E조                | 26                 | 온두라스              | 1-2                | 에콰도르              |
| 토요일 6월 21일 | 13:00              | 미네이랑               | F조                | 27                 | 아르헨티나            | 1-0                | 이란                  |
| 토요일 6월 21일 | 19:00              | 아레나 판타나우        | F조                | 28                 | 나이지리아            | 1-0                | 보스니아 헤르체고비나 |
| 토요일 6월 21일 | 16:00              | 카스텔랑               | G조                | 29                 | 독일                  | 2-2                | 가나                  |
| 일요일 6월 22일 | 19:00              | 아레나 아마조니아      | G조                | 30                 | 미국                  | 2-2                | 포르투갈              |
| 일요일 6월 22일 | 13:00              | 이스타지우 두 마라카낭 | H조                | 31                 | 벨기에                | 1-0                | 러시아                |
| 일요일 6월 22일 | 16:00              | 이스타지우 베이라-히우 | H조                | 32                 | 대한민국              | 2-4                | 알제리                |
| 월요일 6월 23일 | 조별 리그 3차전    | 조별 리그 3차전        | 조별 리그 3차전    | 조별 리그 3차전    | 조별 리그 3차전       | 조별 리그 3차전    | 조별 리그 3차전       |
| 월요일 6월 23일 | 17:00              | 이스타지우 마네 가힌샤 | A조                | 33                 | 카메룬                | 1-4                | 브라질                |
| 월요일 6월 23일 | 17:00              | 아레나 페르남부쿠      | A조                | 34                 | 크로아티아            | 1-3                | 멕시코                |
| 월요일 6월 23일 | 13:00              | 아레나 다 바이샤다     | B조                | 35                 | 오스트레일리아        | 0-3                | 스페인                |
| 월요일 6월 23일 | 13:00              | 아레나 코린치앙스      | B조                | 36                 | 네덜란드              | 2-0                | 칠레                  |
| 화요일 6월 24일 | 17:00              | 아레나 판타나우        | C조                | 37                 | 일본                  | 1-4                | 콜롬비아              |
| 화요일 6월 24일 | 17:00              | 카스텔랑               | C조                | 38                 | 그리스                | 2-1                | 코트디부아르          |
| 화요일 6월 24일 | 13:00              | 아레나 다스 두나스     | D조                | 39                 | 이탈리아              | 0-1                | 우루과이              |
| 화요일 6월 24일 | 13:00              | 미네이랑               | D조                | 40                 | 코스타리카            | 0-0                | 잉글랜드              |
| 수요일 6월 25일 | 17:00              | 아레나 아마조니아      | E조                | 41                 | 온두라스              | 0-3                | 스위스                |
| 수요일 6월 25일 | 17:00              | 이스타지우 두 마라카낭 | E조                | 42                 | 에콰도르              | 0-0                | 프랑스                |
| 수요일 6월 25일 | 13:00              | 이스타지우 베이라-히우 | F조                | 43                 | 나이지리아            | 2-3                | 아르헨티나            |
| 수요일 6월 25일 | 13:00              | 아레나 폰치 노바       | F조                | 44                 | 보스니아 헤르체고비나 | 3-1                | 이란                  |
| 목요일 6월 26일 | 13:00              | 아레나 페르남부쿠      | G조                | 45                 | 미국                  | 0-1                | 독일                  |
| 목요일 6월 26일 | 13:00              | 이스타지우 마네 가힌샤 | G조                | 46                 | 포르투갈              | 2-1                | 가나                  |
| 목요일 6월 26일 | 17:00              | 아레나 코린치앙스      | H조                | 47                 | 대한민국              | 0-1                | 벨기에                |
| 목요일 6월 26일 | 17:00              | 아레나 다 바이샤다     | H조                | 48                 | 알제리                | 1-1                | 러시아                |
| 금요일 6월 27일 | 휴식일             | 휴식일                 | 휴식일             | 휴식일             | 휴식일                | 휴식일             | 휴식일                |
| 토요일 6월 28일 | 결선 토너먼트 경기 | 결선 토너먼트 경기     | 결선 토너먼트 경기 | 결선 토너먼트 경기 | 결선 토너먼트 경기    | 결선 토너먼트 경기 | 결선 토너먼트 경기    |
| 토요일 6월 28일 | 13:00              | 미네이랑               | 16강전             | 49                 | 브라질                | 1-1 (연) (3-2 승)  | 칠레                  |
| 토요일 6월 28일 | 17:00              | 이스타지우 두 마라카낭 | 16강전             | 50                 | 콜롬비아              | 2-0                | 우루과이              |
| 일요일 6월 29일 | 13:00              | 카스텔랑               | 16강전             | 51                 | 네덜란드              | 2-1                | 멕시코                |
| 일요일 6월 29일 | 17:00              | 아레나 페르남부쿠      | 16강전             | 52                 | 코스타리카            | 1-1 (연) (5-3 승)  | 그리스                |
| 월요일 6월 30일 | 13:00              | 이스타지우 마네 가힌샤 | 16강전             | 53                 | 프랑스                | 2-0                | 나이지리아            |
| 월요일 6월 30일 | 17:00              | 이스타지우 베이라-히우 | 16강전             | 54                 | 독일                  | 2-1 (연)           | 알제리                |
| 화요일 7월 1일  | 13:00              | 아레나 코린치앙스      | 16강전             | 55                 | 아르헨티나            | 1-0 (연)           | 스위스                |
| 화요일 7월 1일  | 17:00              | 아레나 폰치 노바       | 16강전             | 56                 | 벨기에                | 2-1 (연)           | 미국                  |
| 수요일 7월 2일  | 휴식일             | 휴식일                 | 휴식일             | 휴식일             | 휴식일                | 휴식일             | 휴식일                |
| 목요일 7월 3일  | 휴식일             | 휴식일                 | 휴식일             | 휴식일             | 휴식일                | 휴식일             | 휴식일                |
| 금요일 7월 4일  | 17:00              | 카스텔랑               | 8강전              | 57                 | 브라질                | 2-1                | 콜롬비아              |
| 금요일 7월 4일  | 13:00              | 이스타지우 두 마라카낭 | 8강전              | 58                 | 프랑스                | 0-1                | 독일                  |
| 토요일 7월 5일  | 17:00              | 아레나 폰치 노바       | 8강전              | 59                 | 네덜란드              | 0-0 (연) (4-3 승)  | 코스타리카            |
| 토요일 7월 5일  | 13:00              | 이스타지우 마네 가힌샤 | 8강전              | 60                 | 아르헨티나            | 1-0                | 벨기에                |
| 일요일 7월 6일  | 휴식일             | 휴식일                 | 휴식일             | 휴식일             | 휴식일                | 휴식일             | 휴식일                |
| 월요일 7월 7일  | 휴식일             | 휴식일                 | 휴식일             | 휴식일             | 휴식일                | 휴식일             | 휴식일                |
| 화요일 7월 8일  | 17:00              | 미네이랑               | 준결승전           | 61                 | 브라질                | 1-7                | 독일                  |
| 수요일 7월 9일  | 17:00              | 아레나 코린치앙스      | 준결승전           | 62                 | 네덜란드              | 0-0 (연) (2-4 승)  | 아르헨티나            |
| 목요일 7월 10일 | 휴식일             | 휴식일                 | 휴식일             | 휴식일             | 휴식일                | 휴식일             | 휴식일                |
| 금요일 7월 11일 | 휴식일             | 휴식일                 | 휴식일             | 휴식일             | 휴식일                | 휴식일             | 휴식일                |
| 토요일 7월 12일 | 17:00              | 이스타지우 마네 가힌샤 | 3위 결정전         | 63                 | 브라질                | 0-3                | 네덜란드              |
| 일요일 7월 13일 | 14:20              | 이스타지우 두 마라카낭 | 폐막식             | 폐막식             | 폐막식                | 폐막식             | 폐막식                |
| 일요일 7월 13일 | 16:00              | 이스타지우 두 마라카낭 | 결승전             | 64                 | 독일                  | 1-0 (연)           | 아르헨티나            |

## 조별 리그
2014년 FIFA 월드컵 조별 리그는 2014년 6월 12일부터 6월 26일까지 브라질에서 진행되었고, 각 참가국은 3경기씩 치렀다. 이 대회의 조별 리그는 무승부로 끝난 경기가 상대적으로 적었고, 고득점 경기도 많이 나왔다. 첫 무승부 경기 (이자 무득점 경기)는 대회 13번째 경기인 이란과 나이지리아 간의 경기였다: 이 기록은 1930년 초대 FIFA 월드컵 이래 가장 늦게 나온 첫 무승부였다. 조별 리그 48경기에서 총 136골 (평균 2.83골) 이 터졌는데, 이는 2010년 대회를 통틀어 터진 전체 득점 횟수보다 고작 9회 적은 수치였다. 득점 횟수는 1998년 조별 리그 참가국 수를 32개국으로 확대한 이래 최고 수치였으며, 1958년 대회 이래 조별 리그 역대 최고 경기당 득점을 기록했다. 전 대회 우승국 스페인은 단 2경기만에 탈락했는데, 이는 1950년 대회 이탈리아와 동률인 최단 기간 탈락 기록이다. 2014년 스페인 선수단은 1950년 이탈리아, 1966년 브라질, 2002년 프랑스, 그리고 전 대회의 2010년에 이어 1라운드에 탈락한 5번째 FIFA 월드컵 전 대회 우승국이었다.
| 조별 리그 범례 | 조별 리그 범례                    |
| -------------- | --------------------------------- |
|                | 조 1위와 2위가 16강전에 진출한다. |
|                | 조별 리그 탈락.                   |

### A조
| 팀          | 경기 | 승 | 무 | 패 | 득 | 실 | 차 | 승점 |
| ----------- | ---- | -- | -- | -- | -- | -- | -- | ---- |
| 브라질 (개) | 3    | 2  | 1  | 0  | 7  | 2  | +5 | 7    |
| 멕시코      | 3    | 2  | 1  | 0  | 4  | 1  | +3 | 7    |
| 크로아티아  | 3    | 1  | 0  | 2  | 6  | 6  | 0  | 3    |
| 카메룬      | 3    | 0  | 0  | 3  | 1  | 9  | −8 | 0    |

출처: FIFA 보관됨 2019-06-11 - 웨이백 머신 

다음 라운드 진출 규정: 순위 규정 

(개) 개최국
| 2014년 6월 12일 |     |            |                                    |
| 브라질          | 3-1 | 크로아티아 | 아레나 코린치앙스, 상파울루        |
| 2014년 6월 13일 |     |            |                                    |
| 멕시코          | 1-0 | 카메룬     | 아레나 다스 두나스, 나타우         |
| 2014년 6월 17일 |     |            |                                    |
| 브라질          | 0-0 | 멕시코     | 카스텔랑, 포르탈레자               |
| 2014년 6월 18일 |     |            |                                    |
| 카메룬          | 0-4 | 크로아티아 | 아레나 아마조니아, 마나우스        |
| 2014년 6월 23일 |     |            |                                    |
| 카메룬          | 1-4 | 브라질     | 이스타지우 마네 가힌샤, 브라질리아 |
| 크로아티아      | 1-3 | 멕시코     | 아레나 페르남부쿠, 헤시피          |

### B조
| 팀             | 경기 | 승 | 무 | 패 | 득 | 실 | 차 | 승점 |
| -------------- | ---- | -- | -- | -- | -- | -- | -- | ---- |
| 네덜란드       | 3    | 3  | 0  | 0  | 10 | 3  | +7 | 9    |
| 칠레           | 3    | 2  | 0  | 1  | 5  | 3  | +2 | 6    |
| 스페인         | 3    | 1  | 0  | 2  | 4  | 7  | −3 | 3    |
| 오스트레일리아 | 3    | 0  | 0  | 3  | 3  | 9  | −6 | 0    |

출처: FIFA 보관됨 2019-06-11 - 웨이백 머신 

다음 라운드 진출 규정: 순위 규정
| 2014년 6월 13일 |     |                |                                          |
| 스페인          | 1-5 | 네덜란드       | 아레나 폰치 노바, 사우바도르             |
| 칠레            | 3-1 | 오스트레일리아 | 아레나 판타나우, 쿠이아바                |
| 2014년 6월 18일 |     |                |                                          |
| 오스트레일리아  | 2-3 | 네덜란드       | 이스타지우 베이라-히우, 포르투 알레그리  |
| 스페인          | 0-2 | 칠레           | 이스타지우 두 마라카낭, 히우 지 자네이루 |
| 2014년 6월 23일 |     |                |                                          |
| 오스트레일리아  | 0-3 | 스페인         | 아레나 다 바이샤다, 쿠리치바             |
| 네덜란드        | 2-0 | 칠레           | 아레나 코린치앙스, 상파울루              |

### C조
| 팀           | 경기 | 승 | 무 | 패 | 득 | 실 | 차 | 승점 |
| ------------ | ---- | -- | -- | -- | -- | -- | -- | ---- |
| 콜롬비아     | 3    | 3  | 0  | 0  | 9  | 2  | +7 | 9    |
| 그리스       | 3    | 1  | 1  | 1  | 2  | 4  | −2 | 4    |
| 코트디부아르 | 3    | 1  | 0  | 2  | 4  | 5  | −1 | 3    |
| 일본         | 3    | 0  | 1  | 2  | 2  | 6  | −4 | 1    |

출처: FIFA 보관됨 2019-06-11 - 웨이백 머신 

다음 라운드 진출 규정: 순위 규정
| 2014년 6월 14일 |     |              |                                    |
| 콜롬비아        | 3-0 | 그리스       | 미네이랑, 벨루 오리존치            |
| 코트디부아르    | 2-1 | 일본         | 아레나 페르남부쿠, 헤시피          |
| 2014년 6월 19일 |     |              |                                    |
| 콜롬비아        | 2-1 | 코트디부아르 | 이스타지우 마네 가힌샤, 브라질리아 |
| 일본            | 0-0 | 그리스       | 아레나 다스 두나스, 나타우         |
| 2014년 6월 24일 |     |              |                                    |
| 일본            | 1-4 | 콜롬비아     | 아레나 판타나우, 쿠이아바          |
| 그리스          | 2-1 | 코트디부아르 | 카스텔랑, 포르탈레자               |

### D조
| 팀         | 경기 | 승 | 무 | 패 | 득 | 실 | 차 | 승점 |
| ---------- | ---- | -- | -- | -- | -- | -- | -- | ---- |
| 코스타리카 | 3    | 2  | 1  | 0  | 4  | 1  | +3 | 7    |
| 우루과이   | 3    | 2  | 0  | 1  | 4  | 4  | 0  | 6    |
| 이탈리아   | 3    | 1  | 0  | 2  | 2  | 3  | −1 | 3    |
| 잉글랜드   | 3    | 0  | 1  | 2  | 2  | 4  | −2 | 1    |

출처: FIFA 보관됨 2019-06-11 - 웨이백 머신 

다음 라운드 진출 규정: 순위 규정
| 2014년 6월 14일 |     |            |                             |
| 우루과이        | 1-3 | 코스타리카 | 카스텔랑, 포르탈레자        |
| 잉글랜드        | 1-2 | 이탈리아   | 아레나 아마조니아, 마나우스 |
| 2014년 6월 19일 |     |            |                             |
| 우루과이        | 2-1 | 잉글랜드   | 아레나 코린치앙스, 상파울루 |
| 2014년 6월 20일 |     |            |                             |
| 이탈리아        | 0-1 | 코스타리카 | 아레나 페르남부쿠, 헤시피   |
| 2014년 6월 24일 |     |            |                             |
| 이탈리아        | 0-1 | 우루과이   | 아레나 다스 두나스, 나타우  |
| 코스타리카      | 0-0 | 잉글랜드   | 미네이랑, 벨루 오리존치     |

### E조
| 팀       | 경기 | 승 | 무 | 패 | 득 | 실 | 차 | 승점 |
| -------- | ---- | -- | -- | -- | -- | -- | -- | ---- |
| 프랑스   | 3    | 2  | 1  | 0  | 8  | 2  | +6 | 7    |
| 스위스   | 3    | 2  | 0  | 1  | 7  | 6  | +1 | 6    |
| 에콰도르 | 3    | 1  | 1  | 1  | 3  | 3  | 0  | 4    |
| 온두라스 | 3    | 0  | 0  | 3  | 1  | 8  | −7 | 0    |

출처: FIFA 보관됨 2019-06-11 - 웨이백 머신 

다음 라운드 진출 규정: 순위 규정
| 2014년 6월 15일 |     |          |                                          |
| 스위스          | 2-1 | 에콰도르 | 이스타지우 마네 가힌샤, 브라질리아       |
| 프랑스          | 3-0 | 온두라스 | 이스타지우 베이라-히우, 포르투 알레그리  |
| 2014년 6월 20일 |     |          |                                          |
| 스위스          | 2-5 | 프랑스   | 아레나 폰치 노바, 사우바도르             |
| 온두라스        | 1-2 | 에콰도르 | 아레나 다 바이샤다, 쿠리치바             |
| 2014년 6월 25일 |     |          |                                          |
| 온두라스        | 0-3 | 스위스   | 아레나 아마조니아, 마나우스              |
| 에콰도르        | 0-0 | 프랑스   | 이스타지우 두 마라카낭, 히우 지 자네이루 |

### F조
| 팀                    | 경기 | 승 | 무 | 패 | 득 | 실 | 차 | 승점 |
| --------------------- | ---- | -- | -- | -- | -- | -- | -- | ---- |
| 아르헨티나            | 3    | 3  | 0  | 0  | 6  | 3  | +3 | 9    |
| 나이지리아            | 3    | 1  | 1  | 1  | 3  | 3  | 0  | 4    |
| 보스니아 헤르체고비나 | 3    | 1  | 0  | 2  | 4  | 4  | 0  | 3    |
| 이란                  | 3    | 0  | 1  | 2  | 1  | 4  | −3 | 1    |

출처: FIFA 보관됨 2019-06-11 - 웨이백 머신 

다음 라운드 진출 규정: 순위 규정
| 2014년 6월 15일       |     |                       |                                          |
| 아르헨티나            | 2-1 | 보스니아 헤르체고비나 | 이스타지우 두 마라카낭, 히우 지 자네이루 |
| 2014년 6월 16일       |     |                       |                                          |
| 이란                  | 0-0 | 나이지리아            | 아레나 다 바이샤다, 쿠리치바             |
| 2014년 6월 21일       |     |                       |                                          |
| 아르헨티나            | 1-0 | 이란                  | 미네이랑, 벨루 오리존치                  |
| 나이지리아            | 1-0 | 보스니아 헤르체고비나 | 아레나 판타나우, 쿠이아바                |
| 2014년 6월 25일       |     |                       |                                          |
| 나이지리아            | 2-3 | 아르헨티나            | 이스타지우 베이라-히우, 포르투 알레그리  |
| 보스니아 헤르체고비나 | 3-1 | 이란                  | 아레나 폰치 노바, 사우바도르             |

### G조
| 팀       | 경기 | 승 | 무 | 패 | 득 | 실 | 차 | 승점 |
| -------- | ---- | -- | -- | -- | -- | -- | -- | ---- |
| 독일     | 3    | 2  | 1  | 0  | 7  | 2  | +5 | 7    |
| 미국     | 3    | 1  | 1  | 1  | 4  | 4  | 0  | 4    |
| 포르투갈 | 3    | 1  | 1  | 1  | 4  | 7  | −3 | 4    |
| 가나     | 3    | 0  | 1  | 2  | 4  | 6  | −2 | 1    |

출처: FIFA 보관됨 2019-06-11 - 웨이백 머신 

다음 라운드 진출 규정: 순위 규정
| 2014년 6월 16일 |     |          |                                    |
| 독일            | 4-0 | 포르투갈 | 아레나 폰치 노바, 사우바도르       |
| 가나            | 1-2 | 미국     | 아레나 다스 두나스, 나타우         |
| 2014년 6월 21일 |     |          |                                    |
| 독일            | 2-2 | 가나     | 카스텔랑, 포르탈레자               |
| 2014년 6월 22일 |     |          |                                    |
| 미국            | 2-2 | 포르투갈 | 아레나 아마조니아, 마나우스        |
| 2014년 6월 26일 |     |          |                                    |
| 미국            | 0-1 | 독일     | 아레나 페르남부쿠, 헤시피          |
| 포르투갈        | 2-1 | 가나     | 이스타지우 마네 가힌샤, 브라질리아 |

### H조
| 팀       | 경기 | 승 | 무 | 패 | 득 | 실 | 차 | 승점 |
| -------- | ---- | -- | -- | -- | -- | -- | -- | ---- |
| 벨기에   | 3    | 3  | 0  | 0  | 4  | 1  | +3 | 9    |
| 알제리   | 3    | 1  | 1  | 1  | 6  | 5  | +1 | 4    |
| 러시아   | 3    | 0  | 2  | 1  | 2  | 3  | −1 | 2    |
| 대한민국 | 3    | 0  | 1  | 2  | 3  | 6  | −3 | 1    |

출처: FIFA 보관됨 2019-06-11 - 웨이백 머신 

다음 라운드 진출 규정: 순위 규정
| 2014년 6월 17일 |     |          |                                          |
| 벨기에          | 2-1 | 알제리   | 미네이랑, 벨루 오리존치                  |
| 러시아          | 1-1 | 대한민국 | 아레나 판타나우, 쿠이아바                |
| 2014년 6월 22일 |     |          |                                          |
| 벨기에          | 1-0 | 러시아   | 이스타지우 두 마라카낭, 히우 지 자네이루 |
| 대한민국        | 2-4 | 알제리   | 이스타지우 베이라-히우, 포르투 알레그리  |
| 2014년 6월 26일 |     |          |                                          |
| 대한민국        | 0-1 | 벨기에   | 아레나 코린치앙스, 상파울루              |
| 알제리          | 1-1 | 러시아   | 아레나 다 바이샤다, 쿠리치바             |

## 결선 토너먼트
|  | 16강전                      | 16강전                     |                             |       | 8강전      | 8강전      |                       |                       | 준결승전 | 준결승전 |  |  | 결승전 | 결승전 |
|  |                             |                            |                             |       |            |            |                       |                       |          |          |  |  |        |        |
|  | 6월 28일 - 벨루 오리존치    |                            |                             |       |            |            |                       |                       |          |          |  |  |        |        |
|  |                             |                            |                             |       |            |            |                       |                       |          |          |  |  |        |        |
|  | 브라질 (승)                 | 1 (3)                      |                             |       |            |            |                       |                       |          |          |  |  |        |        |
|  | 브라질 (승)                 | 1 (3)                      | 7월 4일 - 포르탈레자        |       |            |            |                       |                       |          |          |  |  |        |        |
|  | 칠레                        | 1 (2)                      |                             |       |            |            |                       |                       |          |          |  |  |        |        |
|  | 칠레                        | 1 (2)                      | 브라질                      | 2     |            |            |                       |                       |          |          |  |  |        |        |
|  | 6월 28일 - 히우 지 자네이루 |                            | 브라질                      | 2     |            |            |                       |                       |          |          |  |  |        |        |
|  |                             | 콜롬비아                   | 1                           |       |            |            |                       |                       |          |          |  |  |        |        |
|  | 콜롬비아                    | 콜롬비아                   | 1                           | 2     |            |            |                       |                       |          |          |  |  |        |        |
|  | 콜롬비아                    |                            | 7월 8일 - 벨루 오리존치     | 2     |            |            |                       |                       |          |          |  |  |        |        |
|  | 우루과이                    | 0                          |                             |       |            |            |                       |                       |          |          |  |  |        |        |
|  | 우루과이                    | 0                          | 브라질                      | 1     |            |            |                       |                       |          |          |  |  |        |        |
|  | 6월 30일 - 브라질리아       |                            | 브라질                      | 1     |            |            |                       |                       |          |          |  |  |        |        |
|  |                             | 독일                       | 7                           |       |            |            |                       |                       |          |          |  |  |        |        |
|  | 프랑스                      | 독일                       | 7                           | 2     |            |            |                       |                       |          |          |  |  |        |        |
|  | 프랑스                      | 7월 4일 - 히우 지 자네이루 |                             | 2     |            |            |                       |                       |          |          |  |  |        |        |
|  | 나이지리아                  | 0                          |                             |       |            |            |                       |                       |          |          |  |  |        |        |
|  | 나이지리아                  | 0                          | 프랑스                      | 0     |            |            |                       |                       |          |          |  |  |        |        |
|  | 6월 30일 - 포르투 알레그리  |                            | 프랑스                      | 0     |            |            |                       |                       |          |          |  |  |        |        |
|  |                             | 독일                       | 1                           |       |            |            |                       |                       |          |          |  |  |        |        |
|  | 독일 (연)                   | 독일                       | 1                           | 2     |            |            |                       |                       |          |          |  |  |        |        |
|  | 독일 (연)                   |                            | 7월 13일 - 히우 지 자네이루 | 2     |            |            |                       |                       |          |          |  |  |        |        |
|  | 알제리                      | 1                          |                             |       |            |            |                       |                       |          |          |  |  |        |        |
|  | 알제리                      | 1                          | 독일 (연)                   | 1     |            |            |                       |                       |          |          |  |  |        |        |
|  | 6월 29일 - 포르탈레자       |                            | 독일 (연)                   | 1     |            |            |                       |                       |          |          |  |  |        |        |
|  |                             | 아르헨티나                 | 0                           |       |            |            |                       |                       |          |          |  |  |        |        |
|  | 네덜란드                    | 아르헨티나                 | 0                           | 2     |            |            |                       |                       |          |          |  |  |        |        |
|  | 네덜란드                    | 7월 5일 - 사우바도르       |                             | 2     |            |            |                       |                       |          |          |  |  |        |        |
|  | 멕시코                      | 1                          |                             |       |            |            |                       |                       |          |          |  |  |        |        |
|  | 멕시코                      | 1                          | 네덜란드 (승)               | 0 (4) |            |            |                       |                       |          |          |  |  |        |        |
|  | 6월 29일 - 헤시피           |                            | 네덜란드 (승)               | 0 (4) |            |            |                       |                       |          |          |  |  |        |        |
|  |                             | 코스타리카                 | 0 (3)                       |       |            |            |                       |                       |          |          |  |  |        |        |
|  | 코스타리카 (승)             | 코스타리카                 | 0 (3)                       | 1 (5) |            |            |                       |                       |          |          |  |  |        |        |
|  | 코스타리카 (승)             |                            | 7월 9일 - 상파울루          | 1 (5) |            |            |                       |                       |          |          |  |  |        |        |
|  | 그리스                      | 1 (3)                      |                             |       |            |            |                       |                       |          |          |  |  |        |        |
|  | 그리스                      | 1 (3)                      | 네덜란드                    | 0 (2) |            |            |                       |                       |          |          |  |  |        |        |
|  | 7월 1일 - 상파울루          |                            | 네덜란드                    | 0 (2) |            |            |                       |                       |          |          |  |  |        |        |
|  |                             | 아르헨티나 (승)            | 0 (4)                       |       | 3위 결정전 | 3위 결정전 |                       |                       |          |          |  |  |        |        |
|  | 아르헨티나 (연)             | 아르헨티나 (승)            | 0 (4)                       | 1     | 3위 결정전 | 3위 결정전 |                       |                       |          |          |  |  |        |        |
|  | 아르헨티나 (연)             | 7월 5일 - 브라질리아       | 7월 5일 - 브라질리아        | 1     |            |            | 7월 12일 - 브라질리아 | 7월 12일 - 브라질리아 |          |          |  |  |        |        |
|  | 스위스                      | 7월 5일 - 브라질리아       | 7월 5일 - 브라질리아        | 0     |            |            | 7월 12일 - 브라질리아 | 7월 12일 - 브라질리아 |          |          |  |  |        |        |
|  | 스위스                      | 아르헨티나                 | 1                           | 0     | 브라질     | 0          |                       |                       |          |          |  |  |        |        |
|  | 7월 1일 - 사우바도르        | 아르헨티나                 | 1                           |       | 브라질     | 0          |                       |                       |          |          |  |  |        |        |
|  |                             | 벨기에                     | 0                           |       | 네덜란드   | 3          |                       |                       |          |          |  |  |        |        |
|  | 벨기에 (연)                 | 벨기에                     | 0                           | 2     | 네덜란드   | 3          |                       |                       |          |          |  |  |        |        |
|  | 벨기에 (연)                 |                            |                             | 2     |            |            |                       |                       |          |          |  |  |        |        |
|  | 미국                        | 1                          |                             |       |            |            |                       |                       |          |          |  |  |        |        |
|  | 미국                        | 1                          |                             |       |            |            |                       |                       |          |          |  |  |        |        |

연장전에서 승부가 난 경기는 (연) 으로, 승부차기로 다음 라운드에 진출한 국가는 (승)으로 표기되며, 괄호 안의 수는 승부차기 득점을 나타낸다.

### 16강전
1986년 조별 리그 이후 16강을 치르는 방식을 도입한 이래, 처음으로 8강 진출국이 모두 각 조의 1위를 차지한 국가로 결정되었다. 이들 중에 4개국이 UEFA 소속국이었고, CONMEBOL 소속국은 셋, CONCACAF 소속국은 하나였다. 8경기 중, 5경기가 연장전에 돌입했고, 이들 중 두경기는 승부차기까지 가서 승부가 결정되었다; 16강에서 승부차기로 승부가 결정된 경기가 둘 이상 나온 것은 이번 대회가 처음이었다. 16강전의 골평균은 2.26로, 조별 리그와 비교해 경기당 0.58골이 줄었다. 16강전에서 승리를 거둔 국가들로는 전에 우승을 거둔 국가가 넷, (브라질, 독일, 아르헨티나, 그리고 프랑스) 세차례 준우승국, (네덜란드) 4위 유경험국, (벨기에) 그리고 첫 8강 진출국 둘 (콜롬비아와 코스타리카) 가 있었다. 벨기에는 1986년 이래 처음으로 8강에 진출했다.
아래에 명시된 시간은 모두 브라질리아 표준시(UTC−3)를 기준으로 한다.
| 브라질                                              | 1 – 1 (연장전) | 칠레                                       |
| --------------------------------------------------- | -------------- | ------------------------------------------ |
| 다비드 루이스 18′                                   | 리포트         | 32′ 산체스                                 |
| 승부차기                                            |                |                                            |
| 다비드 루이스 · 윌리앙 · 마르셀루 · 헐크 · 네이마르 | 3 – 2          | 피니야 · 산체스 · 아랑기스 · 디아스 · 하라 |

| 콜롬비아            | 2 – 0  | 우루과이 |
| ------------------- | ------ | -------- |
| 로드리게스 28′, 50′ | 리포트 |          |

| 네덜란드                                   | 2 – 1  | 멕시코          |
| ------------------------------------------ | ------ | --------------- |
| 스네이더르 88′ · 휜텔라르 90+4′ (페널티골) | 리포트 | 48′ 도스 산토스 |

| 코스타리카                                   | 1 – 1 (연장전) | 그리스                                              |
| -------------------------------------------- | -------------- | --------------------------------------------------- |
| 루이스 52′                                   | 리포트         | 90+1′ 파파스타토풀로스                              |
| 승부차기                                     |                |                                                     |
| 보르헤스 · 루이스 · 곤살레스 · 캠벨 · 우마냐 | 5 – 3          | 미트로글루 · 흐리스토둘로풀로스 · 홀레바스 · 게카스 |

| 프랑스                           | 2 – 0  | 나이지리아 |
| -------------------------------- | ------ | ---------- |
| 포그바 79′ · 요보 90+2′ (자책골) | 리포트 |            |

| 독일                   | 2 – 1 (연장전) | 알제리      |
| ---------------------- | -------------- | ----------- |
| 쉬를레 92′ · 외질 120′ | 리포트         | 120+1′ 자부 |

| 아르헨티나     | 1 – 0 (연장전) | 스위스 |
| -------------- | -------------- | ------ |
| 디 마리아 118′ | 리포트         |        |

| 벨기에                        | 2 – 1 (연장전) | 미국      |
| ----------------------------- | -------------- | --------- |
| 더 브라위너 93′ · 루카쿠 105′ | 리포트         | 107′ 그린 |

### 8강전
프랑스전 1-0 승리로, 독일은 FIFA 월드컵 4대회 연속 준결승 진출이라는 금자탑을 세웠다. 브라질은 콜롬비아를 2-1로 제쳤지만, 네이마르가 중상을 당해 나머지 경기에서 빠지게 되었다. 아르헨티나는 벨기에를 1-0으로 이기고 1990년 대회 이래 처음으로 준결승 진출에 성공하였지만 앙헬 디 마리아가 부상을 당해 나머지 경기에서 빠지게 되었다. 네덜란드는 코스타리카와 연장전까지 득점 없는 승부를 펼치다 승부차기로 이기고 두 대회 연속 준결승전 무대에 올랐다.
| 프랑스 | 0 – 1  | 독일       |
| ------ | ------ | ---------- |
|        | 리포트 | 13′ 후멜스 |

| 브라질                               | 2 – 1  | 콜롬비아                  |
| ------------------------------------ | ------ | ------------------------- |
| 치아구 시우바 7′ · 다비드 루이스 69′ | 리포트 | 80′ (페널티골) 로드리게스 |

| 아르헨티나 | 1 – 0  | 벨기에 |
| ---------- | ------ | ------ |
| 이과인 8′  | 리포트 |        |

| 네덜란드                               | 0 – 0 (연장전) | 코스타리카                                       |
| -------------------------------------- | -------------- | ------------------------------------------------ |
|                                        | 리포트         |                                                  |
| 승부차기                               |                |                                                  |
| 판 페르시 · 로번 · 스네이더르 · 카위트 | 4 – 3          | 보르헤스 · 루이스 · 곤살레스 · 볼라뇨스 · 우마냐 |

### 준결승전
독일은 브라질에 7-1 대승을 거두고 8번째 FIFA 월드컵 결승길에 올랐는데, 브라질은 1920년 이래 역대 최악의 참패를 당했다. 이 경기에서 통산 16번째 FIFA 월드컵 골을 기록한 미로슬라프 클로제는 종전에 역대 최다골 기록을 공유하던 호나우두를 제치게 되었다. 클로제는 또한 4차례의 FIFA 월드컵 준결승전에 진출한 최초의 선수로도 이름을 올렸다. 아르헨티나는 네덜란드와 연장전까지 득점 없이 경합하다 승부차기로 이기며 5번째 결승 진출에 성공했고, 1990년 이래 처음으로 결승 진출을 달성했다.
| 브라질       | 1 – 7  | 독일                                                                   |
| ------------ | ------ | ---------------------------------------------------------------------- |
| 오스카르 90′ | 리포트 | 11′ 뮐러 · 23′ 클로제 · 24′, 26′ 크로스 · 29′ 케디라 · 69′, 79′ 쉬를레 |

| 네덜란드                          | 0 – 0 (연장전) | 아르헨티나                          |
| --------------------------------- | -------------- | ----------------------------------- |
|                                   | 리포트         |                                     |
| 승부차기                          |                |                                     |
| 플라르 · 로번 · 스네이더르 · 카윗 | 2 – 4          | 메시 · 가라이 · 아궤로 · 로드리게스 |

### 3위 결정전
지난 대회 준우승국 네덜란드는 브라질을 3-0으로 이기고 FIFA 월드컵 사상 첫 3위의 성적을 냈다. 브라질은 이 대회를 통틀어 15골을 실점했다. 이는 1986년 대회 이래 단일 국가가 단일 FIFA 월드컵 대회에서 기록한 최다 실점이며, 개최국이 기록한 역대 최다 실점 기록이기도 하다. 그러나, 4위는 브라질이 2002년에 5번째 FIFA 월드컵을 우승한 이래 거둔 최고 성적이기도 했다.
| 브라질 | 0 – 3  | 네덜란드                                              |
| ------ | ------ | ----------------------------------------------------- |
|        | 리포트 | 3′ (페널티골) 반 페르시 · 20′ 블린트 · 90+1′ 베이날둠 |

### 결승전
결승전은 독일과 아르헨티나간의 대결로, 양국간의 결승전 맞대결은 1986년과 1990년에 이어 역대 최다인 세번째이다.
| 독일      | 1 – 0 (연장전) | 아르헨티나 |
| --------- | -------------- | ---------- |
| 괴체 113′ | 리포트         |            |

독일이 이 대회 우승을 차지하면서 유럽은 2006년 이탈리아와 2010년 스페인에 이어 3대회 연속으로 FIFA 월드컵 우승국을 배출하였다. 또한 이번 대회에서는 유럽 국가가 처음으로 아메리카 대륙에서 우승을 차지하였다. 도합하여 유럽은 11번 FIFA 월드컵 우승을 거두어, 9번 우승한 남아메리카를 2회로 제쳤다.

## 우승국
| 2014년 FIFA 월드컵 |
| ------------------ |
| 독일 4번째 우승    |

## 통계

### 득점 선수
하메스 로드리게스는 6골을 득점해 골든 슈를 받았고, 그는 이 상을 받은 최초의 콜롬비아인이었다. 도합하여 171골이 역대 최다인 121명의 선수에 의해 기록되었는데, 이 중 5골은 자책골이었다.
6골
- 하메스 로드리게스

5골
- 토마스 뮐러

4골
| - 로빈 판 페르시 | - 네이마르 | - 리오넬 메시 |

3골
| - 아르연 로번 - 안드레 쉬를레 | - 제르단 샤키리 - 에네르 발렌시아 | - 카림 벤제마 |

2골
| - 앙드레 아유 - 아사모아 잔 - 아메드 무사 - 멤피스 데파이 - 마리오 괴체 - 토니 크로스 - 미로슬라프 클로제 - 마츠 후멜스 | - 클린트 뎀프시 - 다비드 루이스 - 오스카르 - 이슬람 슬리마니 - 압델무멘 자부 - 팀 케이힐 - 루이스 수아레스 | - 알렉시스 산체스 - 브라이언 루이스 - 윌프리드 보니 - 제르비뉴 - 작손 마르티네스 - 마리오 만주키치 - 이반 페리시치 |

1골
| - 요르기오스 사마라스 - 안드레아스 사마리스 - 소크라티스 파파스타토풀로스 - 피터 오뎀윙기에 - 스테판 더 프레이 - 조르지뇨 베이날둠 - 데일리 블린트 - 베슬리 스네이더르 - 레로이 페르 - 클라스-얀 휜텔라르 - 구자철 - 손흥민 - 이근호 - 메수트 외질 - 사미 케디라 - 알렉산드르 케르자코프 - 알렉산드르 코코린 - 안드레스 과르다도 - 조바니 도스 산토스 - 라파엘 마르케스 - 하비에르 에르난데스 - 오리베 페랄타 - 줄리언 그린 - 존 브룩스 - 저메인 존스 - 케빈 더 브라위너 - 로멜루 루카쿠 - 드리스 메르턴스 | - 디보크 오리기 - 얀 페르통언 - 마루안 펠라이니 - 아브디야 브르샤예비치 - 베다드 이비셰비치 - 에딘 제코 - 미랄렘 퍄니치 - 치아구 시우바 - 페르난지뉴 - 프레드 - 아드미르 메흐메디 - 하리스 세페로비치 - 그라니트 자카 - 블레림 제마일리 - 후안 마타 - 다비드 비야 - 샤비 알론소 - 페르난도 토레스 - 앙헬 디 마리아 - 마르코스 로호 - 곤살로 이과인 - 야신 브라히미 - 소피안 페굴리 - 라피크 할리시 - 밀레 예디나크 - 카를로 코스틀리 - 디에고 고딘 - 에딘손 카바니 | - 레자 구차네자드 - 클라우디오 마르키시오 - 마리오 발로텔리 - 오카자키 신지 - 혼다 케이스케 - 웨인 루니 - 대니얼 스터리지 - 에두아르도 바르가스 - 호르헤 발디비아 - 장 보세주르 - 차를레스 아랑기스 - 조엘 마티프 - 오스카르 두아르테 - 마르코 우레냐 - 조엘 캠벨 - 테오필로 구티에레스 - 파블로 아르메로 - 후안 콰드라도 - 후안 킨테로 - 이비차 올리치 - 나니 - 실베스트르 바렐라 - 크리스티아누 호날두 - 블레즈 마튀이디 - 마티외 발뷔에나 - 무사 시소코 - 올리비에 지루 - 폴 포그바 |

자책골
| - 존 보예 (포르투갈전) - 조지프 요보 (프랑스전) | - 세아드 콜라시나츠 (아르헨티나전) - 마르셀루 (크로아티아전) | - 노엘 바야다레스 (프랑스전) |

출처: FIFA

### 도움 기록
토니 크로스와 후안 콰드라도가 각각 4도움으로 최다 도움을 기록했다.
4도움
| - 토니 크로스 | - 후안 콰드라도 |  |

3도움
| - 안드레 쉬를레 | - 카림 벤제마 |  |

2도움
| - 데일리 블린트 - 다릴 얀마트 - 필리프 람 - 토마스 뮐러 - 메수트 외질 - 그레이엄 주시 | - 케빈 더 브라위너 - 에덴 아자르 - 요시프 드르미치 - 왈테르 아요비 - 알렉시스 산체스 | - 크리스티안 볼라뇨스 - 세르주 오리에 - 하메스 로드리게스 - 아벨 아길라르 - 마티외 발뷔에나 |

1도움
| - 설리 문타리 - 존 보예 - 콰드워 아사모아 - 아사모아 잔 - 테오파니스 게카스 - 요르기오스 사마라스 - 마이클 바바툰데 - 이매뉴얼 에메니케 - 멤피스 데파이 - 아르연 로번 - 베슬리 스네이더르 - 클라스-얀 휜텔라르 - 기성용 - 이근호 - 사미 케디라 - 베네딕트 회베데스 - 드미트리 콤바로프 - 조바니 도스 산토스 - 라파엘 마르케스 - 엑토르 에레라 - 마이클 브래들리 - 로멜루 루카쿠 - 디보크 오리기 - 세나드 룰리치 - 티노-스벤 수시치 - 에딘 제코 - 미랄렘 퍄니치 - 네이마르 | - 다비드 루이스 - 단치 - 루이스 구스타부 - 마르셀루 - 오스카르 - 치아구 시우바 - 리카르도 로드리게스 - 아드미르 메흐메디 - 괴칸 인러 - 안드레스 이니에스타 - 세스크 파브레가스 - 후안프란 - 에세키엘 가라이 - 앙헬 디 마리아 - 마르코스 로호 - 리오넬 메시 - 곤살로 이과인 - 카를 메자니 - 야신 브라히미 - 이슬람 슬리마니 - 압델무멘 자부 - 소피안 페굴리 - 후안 카를로스 파레데스 - 라이언 맥고완 - 토미 오어 - 브라얀 베켈레스 - 가스톤 라미레스 - 페르난도 무슬레라 | - 에딘손 카바니 - 자바드 네쿠남 - 안토니오 칸드레바 - 안드레아 피를로 - 나가토모 유토 - 혼다 케이스케 - 웨인 루니 - 글렌 존슨 - 에두아르도 바르가스 - 호르헤 발디비아 - 차를레스 아랑기스 - 마우리시오 피니야 - 알랑 니옹 - 크리스티안 감보아 - 후니오르 디아스 - 조엘 캠벨 - 제르비뉴 - 테오필로 구티에레스 - 아드리안 라모스 - 이반 라키티치 - 에두아르두 - 니키차 옐라비치 - 이반 페리시치 - 다니옐 프라니치 - 미겔 벨로주 - 크리스티아누 호날두 - 마티외 드뷔시 - 폴 포그바 |

출처: UEFA

### 징계
가장 주목받은 징계 사례들 중 하나로는 우루과이 공격수 루이스 수아레스가 이탈리아의 수비수 조르조 키엘리니를 깨문 혐의로 9경기 출장 정지 및 4개월 축구 활동 금지의 징계 (경기장 입장 포함)를 받은 사건이다. 그에게는 100,000CHF의 벌금령도 내려졌다. 스포츠 중재 재판소에 항소를 제출하면서, 수아레스는 이후 새 소속 구단인 바르셀로나의 훈련 및 친선경기 참가가 가능하게 되었다.

### 수상
대회 종료 후, 다음의 상이 해당 선수들에게 수여되었다:
| 상                      | 수상자                                                                            | 후보                                                                                            |
| ----------------------- | --------------------------------------------------------------------------------- | ----------------------------------------------------------------------------------------------- |
| 골든 볼                 | 리오넬 메시 · 토마스 뮐러 · 아르연 로번                                           | 앙헬 디 마리아 하메스 로드리게스 하비에르 마스체라노 마츠 후멜스 네이마르 필리프 람 토니 크로스 |
| 골든 슈                 | 하메스 로드리게스 (6골, 2도움) · 토마스 뮐러 (5골, 3도움) · 네이마르 (4골, 1도움) |                                                                                                 |
| 골든 글러브             | 마누엘 노이어                                                                     | 케일러 나바스 세르히오 로메로                                                                   |
| 최우수 신인 선수상      | 폴 포그바                                                                         | 멤피스 데파이 라파엘 바란                                                                       |
| FIFA 페어 플레이 트로피 | 콜롬비아                                                                          |                                                                                                 |

기술위원회
다음의 기술위원회 일원들은, FIFA의 기술 부서장인 장-폴 브리제르에 조직되어 협회를 구성해 수상자를 선정하였다:
| - 제라르 울리에 - 라울 아리아스 - 가브리엘 칼데론 - 리키 허버트 - 압델 모네임 후세인 | - 궉 카 밍 - 이오안 루페스쿠 - 히네스 멜렌데스 - 미야모토 쓰네야스 - 선데이 올리세 | - 믹수 파텔라이넨 - 하이메 로드리게스 - 시어도어 휘트모어 |

2014년 대회의 투표 절차가 변경되었다: 2010년 대회에서는 언론이 골든 볼 수상자를 결정했지만, 2014년 대회에는 기술위원회 일원만이 수상자를 선정할 권한을 지녔다.

### 드림팀
2010년 대회와 마찬가지로 FIFA는 공식 FIFA 월드컵 수상#올스타 팀을 발표하지 않았고, FIFA.com의 회원들이 드림팀을 구성할 선수들을 투표하게 했다.
| 골키퍼               | 수비수                                                                             | 미드필더                                                                    | 공격수                                                        | 감독               |
| -------------------- | ---------------------------------------------------------------------------------- | --------------------------------------------------------------------------- | ------------------------------------------------------------- | ------------------ |
| 마누엘 노이어 (독일) | 마르셀루 (브라질) 마츠 후멜스 (독일) 치아구 시우바 (브라질) 다비드 루이스 (브라질) | 앙헬 디 마리아 (아르헨티나) 토니 크로스 (독일) 하메스 로드리게스 (콜롬비아) | 네이마르 (브라질) 리오넬 메시 (아르헨티나) 토마스 뮐러 (독일) | 요아힘 뢰프 (독일) |

대회 공식 스폰서인 캐스트롤은 자사에서 통계를 기반으로 하여 선수의 성과를 반영해 평가한 캐스트롤 성과 지수를 기준으로 구성된 팀을 발표했다. 팀은 각 선수 배치 위치에 따라 최고 평가를 받은 선수들로 배치되었고, 토니 크로스는 이 점수 체계에서 1위를 차지했다. 골든볼 수상자인 리오넬 메시는 공격수들 중 5위를 차지해 이 팀 안에 들지 못했다.
| 골키퍼               | 수비수                                                                                           | 미드필더                                                                           | 공격수                                    |
| -------------------- | ------------------------------------------------------------------------------------------------ | ---------------------------------------------------------------------------------- | ----------------------------------------- |
| 마누엘 노이어 (독일) | 마르코스 로호 (아르헨티나) 마츠 후멜스 (독일) 치아구 시우바 (브라질) 스테판 더 프레이 (네덜란드) | 오스카르 (브라질) 토니 크로스 (독일) 필리프 람 (독일) 하메스 로드리게스 (콜롬비아) | 아르연 로번 (네덜란드) 토마스 뮐러 (독일) |

### 상금
FIFA에 의하면 대회 참가국에 주어진 총 상금은 $776M (구단에 지급된 $70M과 선수 보험금 $100M 포함해서)으로 책정되었는데, 이는 2010년 대회에 책정된 금액과 비교하면 37% 증가한 수치였다. 대회 전, 본선에 참가하는 32개국은 $1.5M의 준비 지원금을 받았다. 본선 대회에서 받는 상금의 금액은 다음과 같다:
- $8M - 조별 리그 탈락국 (16개국)
- $9M - 16강 탈락국 (8개국)
- $14M - 8강 탈락국 (4개국)
- $20M - 4위
- $22M - 3위
- $25M - 준우승국
- $35M - 우승국

## 최종 순위
결승전 이후, FIFA는 대회에 참가한 국가들의 최종 순위를 발표하였다. 순위는 대회에서 진출한 라운드, 전체적 결과와 상대와의 결과 비교를 반영한 것이다. 모든 32개국의 순위는 FIFA의 조건에 따라 나열되었다. 최종 순위는 다음과 같다:
참고: 축구의 통계적인 법칙에 따라 연장전에서 승부가 난 경기는 똑같이 승패로 간주되지만, 승부차기를 통해 승부가 난 경기는 무승부로 간주된다.
| 순                 | 팀                    | 조 | 전 | 승 | 무 | 패 | 득 | 실 | 차  | 점 |
| ------------------ | --------------------- | -- | -- | -- | -- | -- | -- | -- | --- | -- |
| 1                  | 독일                  | G  | 7  | 6  | 1  | 0  | 18 | 4  | +14 | 19 |
| 2                  | 아르헨티나            | F  | 7  | 6  | 0  | 1  | 10 | 5  | +5  | 18 |
| 3                  | 네덜란드              | B  | 7  | 5  | 2  | 0  | 15 | 4  | +11 | 17 |
| 4                  | 브라질                | A  | 7  | 3  | 2  | 2  | 12 | 15 | −3  | 11 |
| 8강전에서 탈락     |                       |    |    |    |    |    |    |    |     |    |
| 5                  | 콜롬비아              | C  | 5  | 4  | 0  | 1  | 12 | 4  | +8  | 12 |
| 6                  | 벨기에                | H  | 5  | 4  | 0  | 1  | 6  | 3  | +3  | 12 |
| 7                  | 프랑스                | E  | 5  | 3  | 1  | 1  | 10 | 3  | +7  | 10 |
| 8                  | 코스타리카            | D  | 5  | 2  | 3  | 0  | 5  | 2  | +3  | 9  |
| 16강전에서 탈락    |                       |    |    |    |    |    |    |    |     |    |
| 9                  | 칠레                  | B  | 4  | 2  | 2  | 0  | 10 | 7  | +3  | 8  |
| 10                 | 멕시코                | A  | 4  | 2  | 1  | 1  | 5  | 3  | +2  | 7  |
| 11                 | 스위스                | E  | 4  | 2  | 0  | 2  | 7  | 7  | 0   | 6  |
| 12                 | 우루과이              | D  | 4  | 2  | 0  | 2  | 4  | 6  | −2  | 6  |
| 13                 | 그리스                | C  | 4  | 1  | 2  | 1  | 3  | 5  | −2  | 5  |
| 14                 | 알제리                | H  | 4  | 1  | 1  | 2  | 7  | 7  | 0   | 4  |
| 15                 | 미국                  | G  | 4  | 1  | 1  | 2  | 5  | 6  | −1  | 4  |
| 16                 | 나이지리아            | F  | 4  | 1  | 1  | 2  | 3  | 5  | −2  | 4  |
| 조별 리그에서 탈락 |                       |    |    |    |    |    |    |    |     |    |
| 17                 | 에콰도르              | E  | 3  | 1  | 1  | 1  | 3  | 3  | 0   | 4  |
| 18                 | 포르투갈              | G  | 3  | 1  | 1  | 1  | 4  | 7  | −3  | 4  |
| 19                 | 크로아티아            | A  | 3  | 1  | 0  | 2  | 6  | 6  | 0   | 3  |
| 20                 | 보스니아 헤르체고비나 | F  | 3  | 1  | 0  | 2  | 4  | 4  | 0   | 3  |
| 21                 | 스페인                | B  | 3  | 1  | 0  | 2  | 5  | 6  | −1  | 3  |
| 22                 | 코트디부아르          | C  | 3  | 1  | 0  | 2  | 4  | 5  | −1  | 3  |
| 23                 | 이탈리아              | D  | 3  | 1  | 0  | 2  | 2  | 3  | -1  | 3  |
| 24                 | 러시아                | H  | 3  | 0  | 2  | 1  | 2  | 3  | −1  | 2  |
| 25                 | 가나                  | G  | 3  | 0  | 1  | 2  | 4  | 6  | −2  | 1  |
| 26                 | 잉글랜드              | D  | 3  | 0  | 1  | 2  | 2  | 4  | −2  | 1  |
| 27                 | 대한민국              | H  | 3  | 0  | 1  | 2  | 3  | 6  | −3  | 1  |
| 28                 | 이란                  | F  | 3  | 0  | 1  | 2  | 1  | 4  | −3  | 1  |
| 29                 | 일본                  | C  | 3  | 0  | 1  | 2  | 2  | 6  | −4  | 1  |
| 30                 | 오스트레일리아        | B  | 3  | 0  | 0  | 3  | 3  | 10 | −7  | 0  |
| 31                 | 온두라스              | E  | 3  | 0  | 0  | 3  | 1  | 8  | −7  | 0  |
| 32                 | 카메룬                | A  | 3  | 0  | 0  | 3  | 1  | 9  | −8  | 0  |

## 준비 및 예산
대회를 앞두고 브라질 정부가 대회를 준비하는데 140억 달러의 예산을 사용할 것으로 전망해, 역대 최고액의 예산이 사용된 FIFA 월드컵이 되었다. FIFA는 결승전만 개최하는 데에도 20억 달러의 예산이 들 것으로 책정했고, 상금만 해도 5억 7600만 달러가 책정되었다.
조직위원회는 초기에 11억 달러의 예산이 들 것으로 책정했지만, 실제 경기장 공사에 들인 예산만으로도 36억 달러가 들어갔다. 5개의 개최 도시에서는 FIFA 월드컵 경기를 전용으로 치를 신축 경기장을 세웠는데, 수도 브라질리아의 이스타지우 마네 가힌샤는 기존의 경기장을 철거하고 다시 지은 것으로, 나머지 6개의 경기장도 재단장하는데 많은 예산이 소요되었다.
추가적으로 30억 헤알 (2014년 6월 환율로 9억 6000만 유로, 13억 달러, 7억 8000만 파운드에 해당) 이 브라질 정부가 2014년 FIFA 월드컵과 그 후의 사용될 기반 시설 구축에 사용된 것으로 발표되었다. 그러나, 기존에 다수 계획된 안건들이 제 시간에 완료되지 못하면서 브라질 국민들의 불만을 샀다.
브라질 정부는 9억 달러의 비용이 치안 관리에 사용될 것이며 "역사상 가장 안전한 대회"를 개최할 것임을 약속했다.

## 마케팅
2014년 FIFA 월드컵의 마케팅 영역에 포함된 부분에는 입장권 판매, 스폰서의 지원, 그리고 대회의 주제가를 사용한 대회 홍보 등이 있었다. 대회의 주요 상품으로는 공식 마스코트외에도 EA 스포츠가 개발한 공식 게임도 있었다. 대회 공식 주제가는 "우리는 하나 (올레 올라)" (We Are One (Ole Ola)) 로 핏불, 제니퍼 로페스, 그리고 클라우지아 레이치가 합동으로 불렀다. 독일 축구 협회의 공식 협찬 항공사인 루프트한자는 "판한자" (Fanhansa) 로 일부 독일 대표팀 선수들의 항공로를 운행했으며, 언론인들, 그리고 축구팬들을 수송한 항공기의 포장을 덧씌웠다.

## 매체
4대회 연속으로 FIFA 월드컵 결승전의 중계 영상은 인프런트 스포츠 & 미디어의 자회사 HBS(개최국 방송 중계사)가 제공했다. 소니는 공식 장비 제공사로써 12대의 12미터짜리 포장에 든 고선명 비디오 장치를, 각 대회가 열리는 경기장에 배치하여, 필요한 장비를 충당했다. 각 경기를 촬영하는데 37대의 표준 카메라가 동원되었고, 이 중에는 공중 및 케이블 카메라, 초고속 카메라 2대, 그리고 기자회견 전용 카메라가 있었다. 대회 공식 영상물은 물론 3경기가 2013년 FIFA 컨페더레이션스컵에서 성공적으로 시범을 보인 초고선명 기술(4K 해상도)로 촬영할 예정을 잡았다.
(텔레비전, 라디오, 인터넷, 및 휴대전화 중계를 포함한) 대회 중계권은 FIFA 혹은 유럽 방송 연맹, 이베로아메리카 텔레비전 방송 연맹, 인터넷 매체, 덴쓰, 그리고 RS 국제 방송 및 스포츠 관리회 등의 계약사를 통해 각국의 방송사에 판매되었다. 중계권 판매는 FIFA 월드컵을 주최하며 벌이는 FIFA 수익의 60% 정도를 차지했다. 국제 방송 센터는 히우 지 자네이루 인근에 위치한 바라 다 티주카의 히우센트루에 위치했다.
전 세계적으로, 몇몇 경기는 각국의 2014년 1년 중 가장 많은 주목을 받은 경기라는 기록을 세웠는데, 이 중 한 경기는 4290만명이 본 브라질의 크로아티아전 대회 첫 경기였고, 일본에서는 코트디부아르전을 3410만명이 관정했으며, 독일은 아르헨티나를 상대로 승리하며 FIFA 월드컵을 들어올리는 것을 목격한 사람이 3470만명이었으며, 미국과 포르투갈간 경기는 2470만명이 시청해 미국에서 최고 시청률을 기록한 축구 경기가 되었다. FIFA의 통계에 의하면 10억명이 넘는 세계인들이 독일과 아르헨티나간 결승전을 시청했다.

## 논란
2014년 FIFA 월드컵은 다수의 논란을 낳았는데, 이 중에는 대회 전부터 진행된 시위가 있었다. 더 나아가서, 안전과 관련된 문제가 제기되었는데, 건설 근로자가 8명 사망했고, 쿠이아바 경기장 건설 작업 중 화재가 발생했으며, 관중이 경기장에 난입하고, 이스타지우 두 마라카낭의 임시계단이 불안정했고, 상파울루의 모노레일과, 벨루 오리존치의 미개통 고가로가 붕괴되었었다. 1000호가 넘는 히우 지 자네이루의 빈민촌의 집들이 시위와 반대 활동에도 불구하고 FIFA 월드컵 기간동안 재개발을 목적으로 철거가 강행되었다. 마라카낭 인근에 2010년 기준으로 700호의 보금자리였던 파벨라 두 메트로는 그 결과 완전히 철거되었다.
대회 진행 기간동안 심판의 판정이 논란의 도마에 올랐는데, 당사자로는 니시무라 유이치, 밀로라드 마지치, 엔리케 오세스, 피터 오리어리, 랍샨 이르마토프, 하워드 웹, 마크 가이거, 카를로스 벨라스코 카르바요 주심과 움베르토 클라비호 부심이 자질을 놓고 질타를 받았다. 가장 논란이 된 사례를 손꼽는다면 우루과이 공격수 루이스 수아레스가 우루과이와 이탈리아간의 조별 리그 경기에서 이탈리아 선수 조르조 키엘리니를 깨문 것으로, 수아레스는 나중에 징계를 받았다.

### 시위

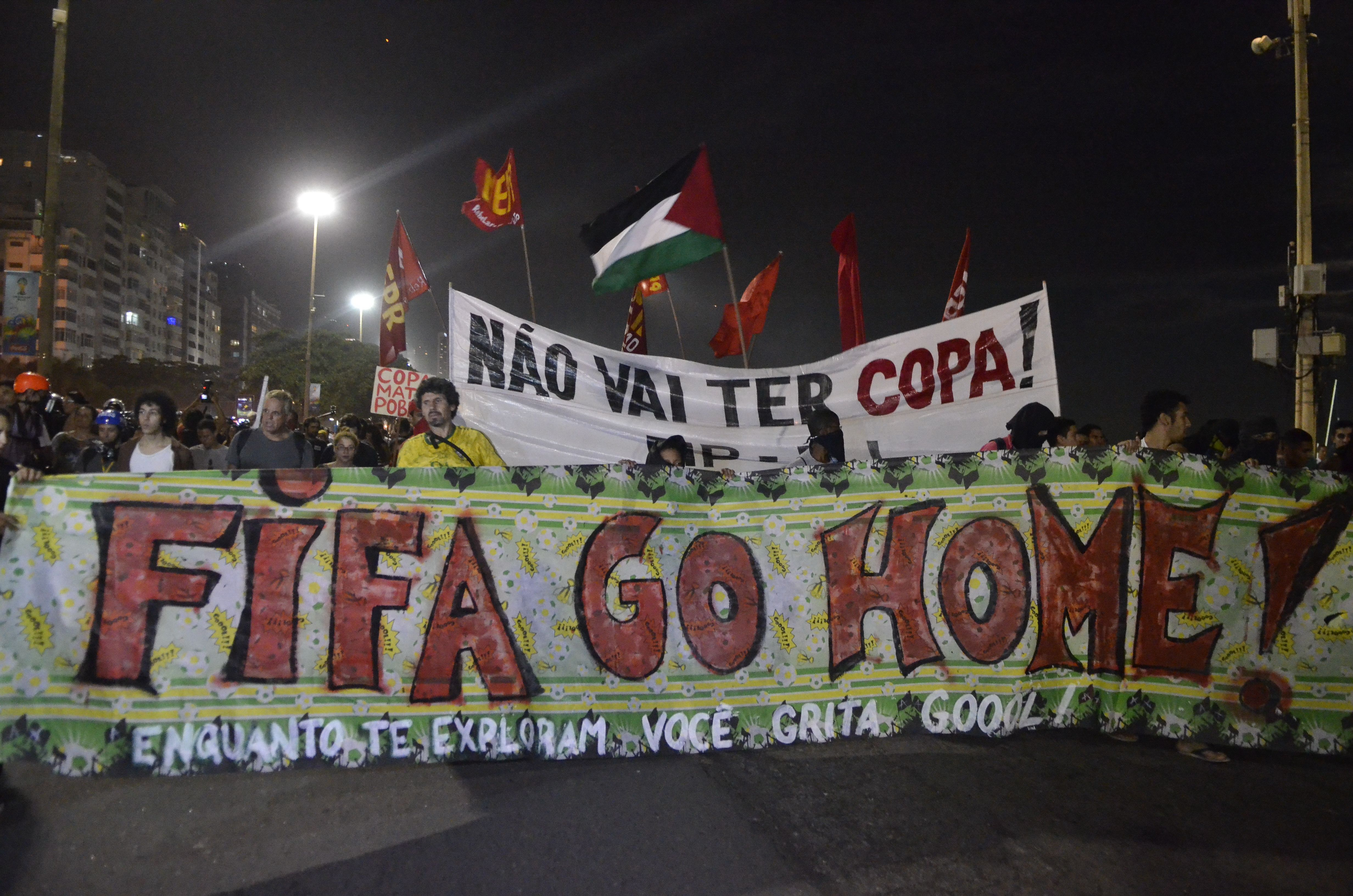
개막일에 진행한 FIFA 월드컵 반대 시위.

브라질에서 열린 2013년 FIFA 컨페더레이션스컵 개막식을 앞두고, 경기장 앞에서 FIFA 월드컵을 개최하는데 혈세를 낭비한 것에 불만을 가진 시민들을 중심으로 시위가 진행되었다. 지우마 호세프 브라질 대통령과 제프 블라터 FIFA 회장 모두 2013년 대회 개막식 연설을 전달할 때 크게 야유를 받았고, 결국 FIFA는 2014년 FIFA 월드컵 개막식이 연설 없이 진행될 것으로 발표되었다.
더 많은 시위가 FIFA 컨페더레이션스컵 진행 기간 동안에도 FIFA 월드컵 개최 전이나 기간 동안만큼 진행되었다.

### 경기장 난입
스페인과 칠레 간의 B조 경기에서 100여명의 칠레 팬들이 이스타지우 두 마라카낭 경기장 외곽에 웅집해 경기장으로 밀고 들어가 매체 센터에서 소동을 일으켰다. 헌병 경찰은 85명의 칠레인이 사건 현장에서 검거되었지만, 나머지는 관중석에 난입했다고 보고했다. 앞서 20명의 아르헨티나인들이 보스니아 헤르체고비나와의 F조 경기에서 같은 경기장 난입 사건을 벌였었다.

### 고가 붕괴 사고
2014년 7월 3일, FIFA 월드컵 기반 시설 확장 계획에 따라 공사중이던 벨루 오리존치의 고가로가 붕괴해 통행량이 많은 바로 아래의 대로를 덮쳐, 22명이 부상당하고, 2명이 사망하는 사고가 발생했다.

### 머리 부상
대회 도중, FIFA는 경기 도중에 발생한 머리 부상에 대한 미흡한 대처로 질타를 받았다. 이 사건은 무려 2건이나 발생하면서 문제가 수면 위로 올랐다. 우선, 조별 리그 경기에서 우루과이의 알바로 페레이라 수비수가 머리를 가격당하고 의식 없이 쓰러졌었다. 우루과이 의료진은 선수에게 교체를 권했지만, 경기에 복귀했다. 이 사태는 프로 선수 연합 FIFPro와 미셸 동에 FIFA 행정 위원, 그리고 의료 위원회의 회장으로부터 비난을 샀다.
또, 결승전에서는, 독일의 크리스토프 크라머 미드필더가 14분에 머리를 충돌했지만, 경기에 다시 임하다가 31분에 쓰러졌었다. 당시, 크라머는 정신이 나가고 혼란스러운 상태였고, 니콜라 리촐리 주심에게 자신이 임하는 경기가 FIFA 월드컵 결승전인지까지 질문을 건네기도 했었다.

## 스폰서십
2014년 FIFA 월드컵의 공식 스폰서십은 다음과 같다.
| FIFA 파트너                                                                 | FIFA 월드컵 스폰서                                                                             | 브라질 국내 스폰서                                                                       |
| --------------------------------------------------------------------------- | ---------------------------------------------------------------------------------------------- | ---------------------------------------------------------------------------------------- |
| - 아디다스 - 코카콜라 - 에미레이트 항공 - 현대-기아자동차 - 소니 - 비자카드 | - 버드와이저 - 캐스트롤 - 콘티넨탈 AG - 맥도날드 - 존슨앤드존슨 - 마르프리그 - 잉리솔라 - 오이 | - 브라질 무역투자진흥공사 - 가로투 - 센타우루 - 이타우 은행 - 리버티 세구로스 - 와이즈업 |

## 같이 보기
- 2015년 FIFA 여자 월드컵

## 참조
1. ↑  브라질 포르투갈어 표준 발음으로는 [ˈkɔpɐ du ˈmũdu da ˈfifɐ bɾaˈziw ˈdojz ˈmiw i kaˈtoʁzi]로 발음한다.
2. ↑  보스니아 헤르체고비나는 1992년까지 8번의 FIFA 월드컵에 참가한 유고슬라비아의 일부였다.
3. ↑  아레나 페르남부쿠는 헤시피 도시권의 상 로렌수 다 마타에 위치해 있다.
4. ↑  분무는 2013년 FIFA U-20 월드컵, 2013년 FIFA U-17 월드컵, 그리고 FIFA 클럽 월드컵 2013에 시범적으로 사용되었다.
5. ↑  이 시간대는 12개 도시들 중 10개 도시의 시간대이다: 나머지 두 도시, 쿠이아바와 마나우스는 아마존 시간대 (UTC-4) 에 위치하며, 그에 따라 경기 시작 시각은 현지 시각으로 여기 기재된 시각보다 1시간 앞이다.[59] 경기 일정은 2011년 10월 20일, 취리히의 FIFA 본부에서 발표되었다.[60] 조추첨 후, 7경기의 시작 시간이 FIFA에 의해 보정되었다.[61]
6. ↑  1938년 대회의 16강전의 두 경기에서도 연장전 끝에 승부가 나지 않았지만, 당시는 재시합을 통해 승부를 가렸다.
7. ↑  고선명 카메라로 촬영될 경기는 16강전 1경기, (6월 28일) 8강전 1경기, (7월 4일) 그리고 결승전으로 계획되었다.